# Nordin Amrabat
Pour les articles homonymes, voir Amrabat.
Ne doit pas être confondu avec Sofyan Amrabat.
Noureddine Amrabat (en berbère : ⵏⵓⵔ ⴷⴷⵉⵏ ⴰⵎⵔⴰⴱⴰⵜ) (en arabe : نور الدين أمرابط) — nom couramment retranscrit en français Nordin Amrabat — né le 31 mars 1987 à Naarden aux Pays-Bas, est un footballeur international marocain évoluant au poste d'ailier au Wydad Athletic Club.
Formé aux Pays-Bas dans le club amateur du HSV Zuidvogels, il passe quatre ans dans l'académie de l'Ajax Amsterdam, avant d'être formé au SV Huizen. Il fait ses débuts professionnels en deuxième division néerlandaise avec le FC Omniworld. Considéré comme l'un des plus grands joueurs de deuxième division, il est transféré au VVV-Venlo en Eredivisie avant de continuer sur sa lancée au PSV Eindhoven où il se révélera dans le championnat néerlandais. Il est transféré en 2011 au Kayserispor pendant une saison avant de rejoindre le Galatasaray SK. Avec ce dernier, il remporte le championnat de Turquie en 2013. Le joueur fera plusieurs passage dans plusieurs clubs européens tels que le Malaga CF, le Watford FC ou encore le CD Leganés.
En mai 2025, il rejoint le Wydad AC sous contrat d’un an, dans le cadre du renforcement du staff pour disputer la Coupe du monde des clubs aux États-Unis.
Quant à sa carrière internationale, il est naturalisé Marocain en 2011 après avoir honoré sept sélections avec les Pays-Bas espoirs. Avec les Lions de l'Atlas, il prend part à la CAN 2013 ainsi qu'à la Coupe du monde 2018 où il fera preuve de grosses prestations, laissant sa trace de meilleur joueur marocain de la campagne marocaine dans la compétition.

## Biographie

### En club

#### Naissance et jeunesse (1987-1996)

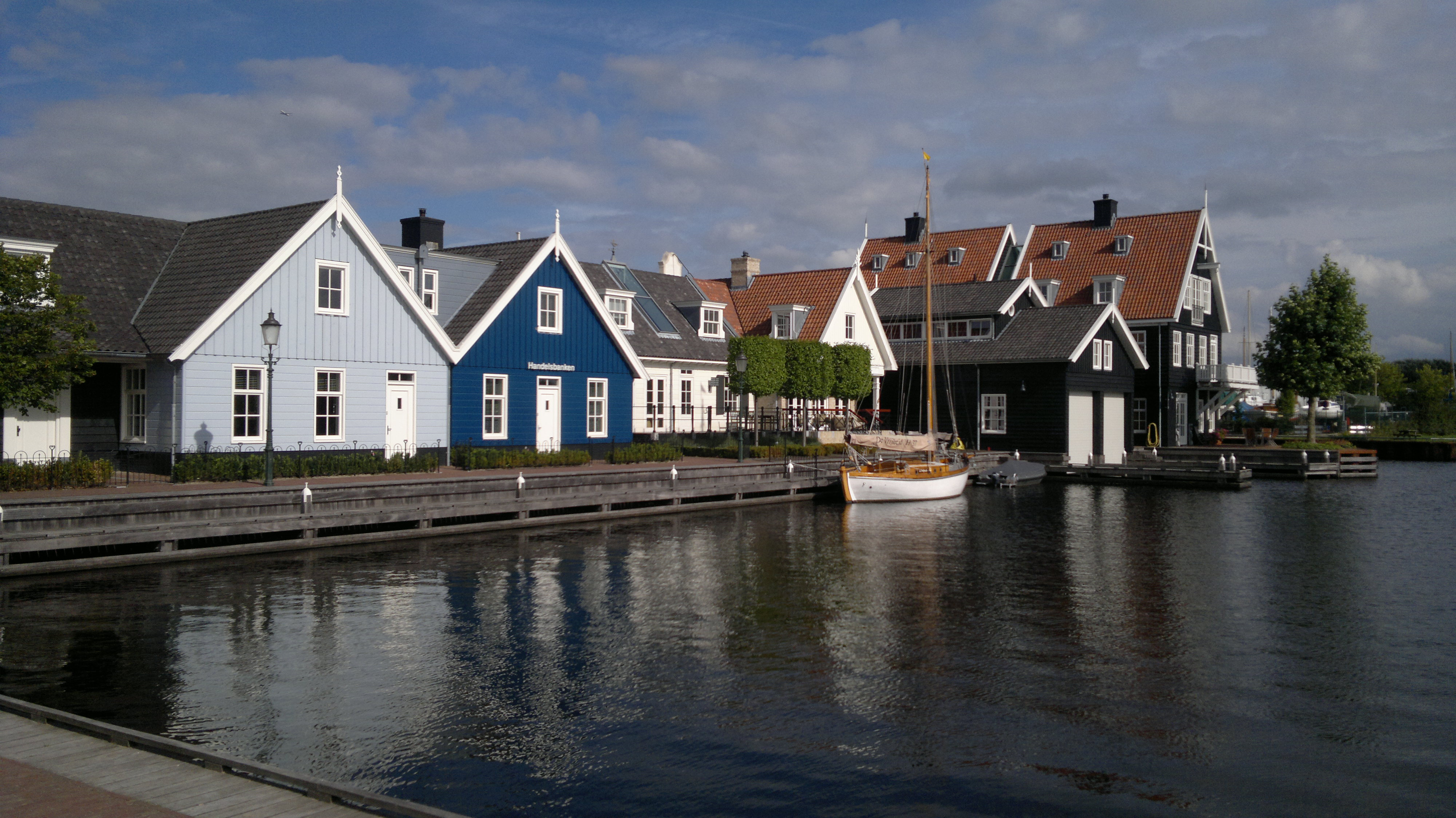
Huizen, ancienne ville où a grandi Nordin Amrabat.

Nordin Amrabat, natif de Naarden aux Pays-Bas, grandit à Huizen, une petite ville située au sud d'Almere. Il grandit dans une famille marocaine berbère avec ses deux petits frères dont le cadet Sofyan Amrabat et son grand frère Fauzi Amrabat. Ses parents sont tous les deux Marocains originaires d'une tribu berbère de Ben Tayeb, un village situé en plein montagne du Rif au nord-est du Maroc entre Al Hoceïma et Nador, situé plus précisément dans la province du Driouch. Son père quitte très jeune la région du Rif pour travailler dans les mines et la sidérurgie néerlandaise. Il finira par s'installer dans la capitale néerlandaise d'Amsterdam avant de se marier et de s'installer à Huizen. Nordin Amrabat s'inspire à sa jeunesse de grands joueurs comme Mustapha Hadji ou encore Marc Overmars.

« J'ai grandi dans une famille stricte. À la maison, le néerlandais, c'était interdit. Pour communiquer, c'était le tmazight et rien d'autre. »

— Nordin Amrabat

#### Formation à l'Ajax Amsterdam (1996-2006)
Passionné de rap et de football, il est inscrit très jeune par son père dans le club amateur du HSV De Zuidvogels (nl), avant d'être repéré par les scouts de l'Ajax Amsterdam. Le joueur intègre l'académie de l'Ajax Amsterdam en 1999. En 2001, Nordin Amrabat joue face à l'équipe B du FC Groningue où il rencontre Arjen Robben en tant qu'adversaire. Lors de ce match, il est auteur d'un triplé. Après avoir passé trois saisons dans l'équipe ajacide, le joueur rencontre des problèmes de croissance et de blessures qui l'empêchent de pratiquer régulièrement le football. En août 2003, l'Ajax Amsterdam décide de recaler le joueur, âgé alors de seize ans. Le Vitesse Arnhem se présente pour enrôler et former le jeune joueur mais ce dernier donne son refus. « Le Vitesse s'était présenter mais dans le contrat, il y avait écrit que je devais être placé dans un internat. Je me suis directement désinteressé », déclare le joueur quelques années plus tard.
Nordin Amrabat finit par retourner à Huizen dans le club du HSV De Zuidvogels. En 2005, il s'engage au SV Huizen (nl). Le 3 décembre 2005, il joue face au WV-HEDW (nl) et se révèle dans le poste d'attaquant, faisant énormément parler de lui, notamment chez les scouts des grands clubs néerlandais. Après le match, Sjaak Tersteeg, entraîneur du WV-HEDW déclare: « Le côté de notre latéral gauche Sietze van Seijen était très difficile avec Nordin Amrabat comme adversaire ». Lors de ce match, le SV Huizen quitte le terrain sur le score de 5-0, dont un triplé de Nordin Amrabat. Après avoir fait bonne impression au SV Huizen, le joueur retourne à l'Ajax Amsterdam où il participe à des stages avec l'équipe des Jong Ajax, sans pour autant faire d'entrée en jeu.

#### Débuts professionnels aux Pays-Bas (2006-2011)
Âgé de 19 ans, Nordin Amrabat signe en mi-2006 son premier contrat professionnel au sein du club du FC Omniworld (actuel Almere City). Lors de cette période, le joueur vit une période compliquée, devant combiner le football aux études et le travail. Il déclare à propos de cette époque: « Je faisais le tour de la ville pour trouver un job. J'ai finalement trouvé un travail dans un restaurant où je lavais la vaisselle. J'y ai travaillé pendant un an et demi ». Lors de la saison 2006-2007, Amrabat fait ses débuts avec son coéquipier Oussama Assaidi et devient très vite un élément clé de son effectif en division 2 du championnat néerlandais. Lors de plusieurs entraînements, il est essayé dans le poste de gardien de but pour son physique et sa taille mais ce dernier refuse de jouer dans ce poste et opte pour le poste d'attaquant. Il joue son premier match professionnel à l'âge de 19 ans, face au FC Dordrecht (défaite, 3-0). Dans cette même saison, il impressionne en inscrivant 14 buts et en délivrant 14 passes décisives en 36 matchs et termine meilleur buteur du club. Grâce à sa saison remarquable, il fut convoqué avec les Pays-Bas espoirs. En juin 2007 il devient le premier joueur du club à être vendu à un autre club.

Schéma de jeu du PSV en Eredivisie 2008-09, Amrabat est dans l'aile gauche.

Petit prodige, André Wetzel et le VVV Venlo s’empressent de l’acheter l’été 2007. Le 15 juillet 2007, Nordin finit par signer un contrat de 175 000 € d'une saison au VVV Venlo, club évoluant en Eredivisie. Dans ce club, il forme une paire en duo avec Samir El Gaaouiri. Lors de cette saison, il impressionne en inscrivant 10 buts, faisant de lui le meilleur buteur du club de la saison. Grâce à ses performances remarquables, il est très vite considéré comme étant l'une des plus grandes pépites de la saison aux Pays-Bas. Malgré une saison individuellement positive, Nordin Amrabat termine la saison à la 17e place dans le classement du championnat néerlandais. En fin de saison, il reçoit des intérêts du PSV Eindhoven, du SC Heerenveen ainsi que le club belge du Standard de Liège. En février 2008, le rapprochement de Nordin Amrabat avec le club des Superfriezen devient le plus concret, mais ce dernier dément tout contact avec le club, bien que le SC Heerenveen aurait déjà proposé un montant pour le jeune néerlando-marocain. Alors que Amrabat décrit au média voetbalzone le PSV Eindhoven comme étant un club de rêve, au début de juin 2008, il est testé dans le club du PSV Eindhoven et prend part à un entraînement.

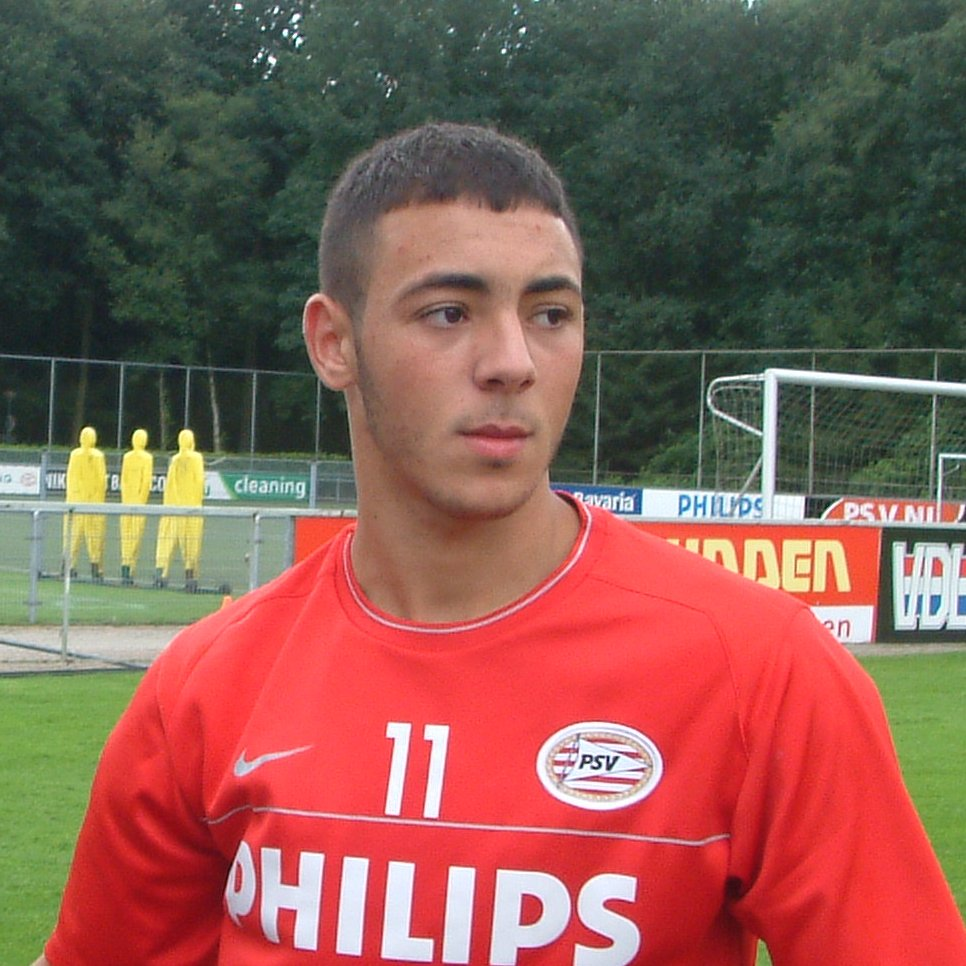
Nordin Amrabat en 2008 lors de l'entraînement.

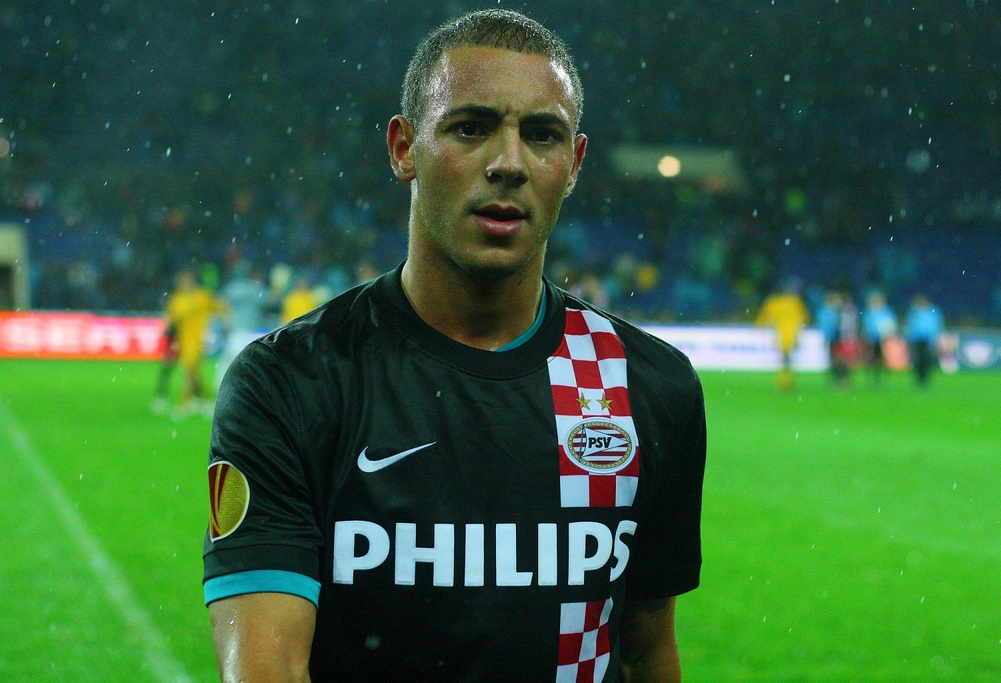
Nordin Amrabat se révèle au PSV Eindhoven.

Le 30 juin 2008, il finit par s'engager avec le PSV Eindhoven pour un montant de 2,3 M€. Considéré comme principal succédeur de Jefferson Farfán, lors des deux premières saisons (2008-2009/2009-2010), il évolue avec trois entraîneurs différents, notamment: Huub Stevens, Dwight Lodeweges et Fred Rutten où il aura été quotidiennement titularisé dans chaque match de championnat. Lors de sa première saison, le joueur se blesse au niveau des adducteurs en début de saison et voit son niveau s'affaiblir. Son entraîneur Huub Stevens, très confiant auprès d'Amrabat décide de relancer le joueur dans la deuxième partie de la saison. Bien qu'il préfère jouer dans le côté gauche, Nordin Amrabat se verra titularisé en tant qu'ailier droit, par l'entraîneur à cause de la forte concurrence à gauche avec Balázs Dzsudzsák. Il termine sa première saison avec le PSV à la 4e place du classement du championnat néerlandais. Lors des deux prochaines saisons, il fait l'effet d'un des plus grands duos de l'histoire de l'Eredivisie entre 2009 et 2011 avec Ibrahim Afellay en menant l'équipe à la victoire dans la majorité des matchs de championnat. Combinant la haute école et le football, il empoche en avril 2009 son diplôme après avoir fait des études supérieures de droits et d'économie. Il remporte avec le PSV Eindhoven le Johan Cruyffschaal, son premier titre individuel à l'haut niveau. En fin de saison 2009-2010, après avoir terminé à la 3e place de l'Eredivisie, il fait part de son envie de quitter le PSV Eindhoven où il s’estime trop peu sollicité, notamment en fin 2010 lorsqu'il est peu titularisé avec son équipe en championnat.

#### Départ pour la Turquie (2011-2014)

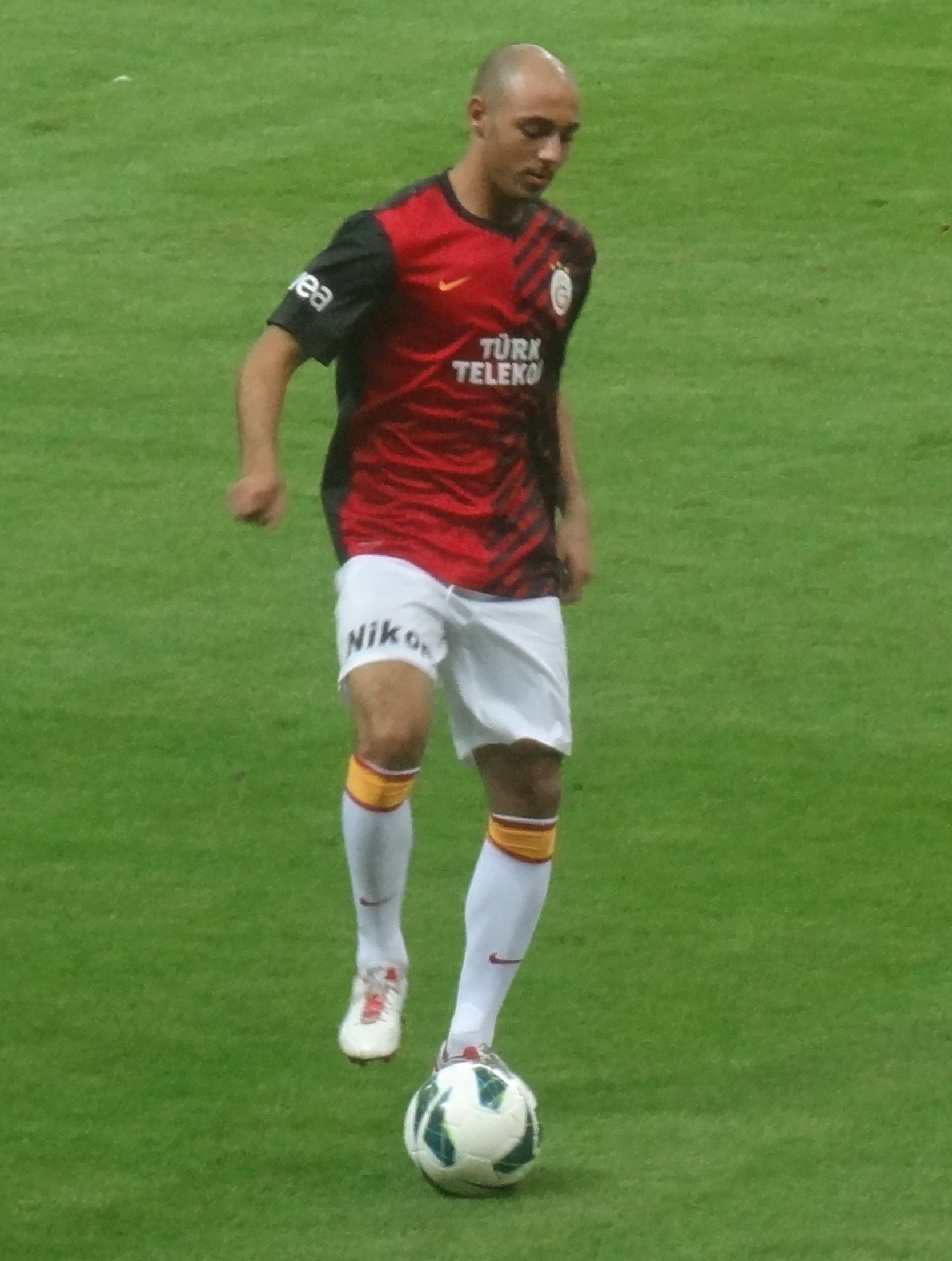
Amrabat lors d'un entraînement avant le match amical face à la Fiorentina en 2012.

En décembre 2010, la révélation de l'année au PSV, Nordin Amrabat, cité dans les quatre coins de l'Europe, trouve un accord avec le Kayserispor, club évoluant en Süper Lig proposant un montant de 1,2 M€ pour une durée de quatre ans et demie. Le 4 janvier 2011, il signe officiellement le contrat et rejoint le club turc avec Shota Arveladze à la tête du club, ancien joueur de l'Ajax Amsterdam. Il joue son premier match le 24 janvier 2011 face au Istanbul BB. Titularisé, il marque son premier but dans son premier match à la 34e minute avant de céder sa place à Ömer Şişmanoğlu à la 73e minute (victoire, 3-2). Lors de sa deuxième demi-saison avec le Kayserispor, il joue en total 14 matchs, marque un but et délivre six passes décisives et termine le championnat étant classé à la 6e place du classement du championnat. Nordin Amrabat sera vite perçu comme un élément clé de l'équipe turque. Lors de sa deuxième saison avec le Kayserispor, il joue la majorité des matchs, le permettant de dévoiler ses capacités en tant que meneur de l'attaque. Il termine la saison avec six buts et huit passes décisives (troisième meilleur passeur décisif de la saison) et à la 11e place du championnat. Il intéresse très vite les grands clubs du championnat turc.
En été 2012, le Galatasaray s'intéresse à Amrabat. Le Kayserispor refuse de lâcher le joueur pour cause des obligations du contrat du club qu'ils ont entretenus avec le PSV Eindhoven. Après quelques négociations entre Amrabat et son ex-club le PSV Eindhoven, les dirigeants des clubs finissent par trouver un accord. Le 21 juillet 2012, il rejoint Didier Drogba et signe un contrat avec le champion en titre Galatasaray SK pour 3 ans et 8,5 millions d'euros,. Amrabat fait ses débuts avec le Galatasaray SK dans un match amical contre la Fiorentina, match se soldant sur le score de 1-0 en faveur des turcs. Il remporte son premier titre le 12 août 2012 avec le Galatasaray, la Supercoupe de Turquie, remportée en finale contre l'éternel rival le Fenerbahçe SK sur le score de 3-2. Lors de la saison 2012-13, il joue la quasi-totalité des matchs de championnat et de Coupe de Turquie. En fin de saison, il remporte le championnat de Turquie et pour une deuxième fois consécutive la Supercoupe de Turquie.

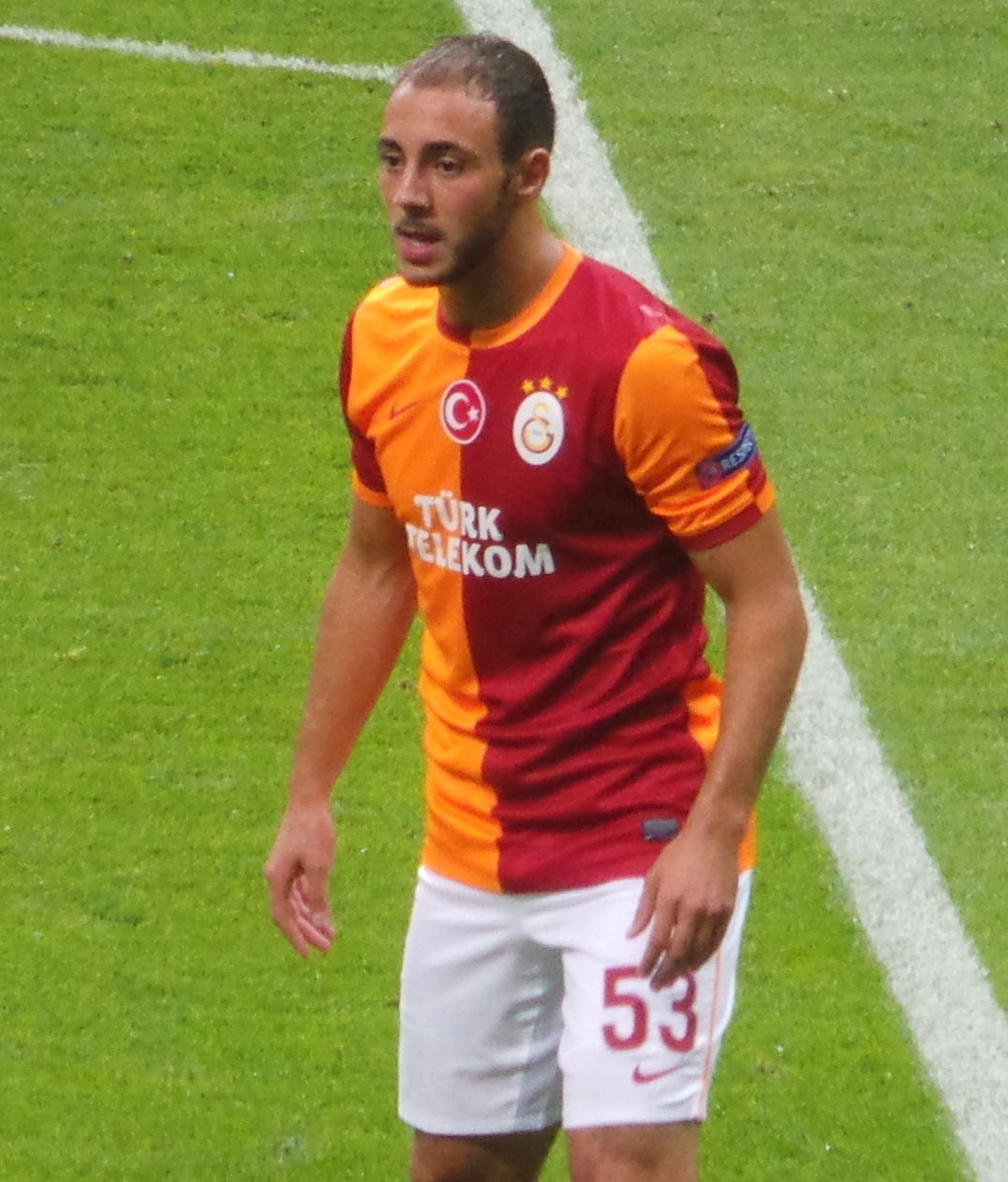
Amrabat devient en 2013 un élément important à Galatasaray.

Lors de la saison 2013-2014, le règlement du championnat turc voit un changement radical, permettant à chaque équipe turque de titulariser un nombre maximum de six joueurs étrangers dans le championnat ainsi que dans la Coupe de Turquie. Le joueur est beaucoup moins titularisé en championnat et joue dans le cour de la saison un total de seulement 13 matchs. En contre-partie, il participe pour la première fois à la Ligue des champions 2013-2014, réalisant l'exploit en se qualifiant en huitième de finales face à Schalke 04. Lors du match aller et retour, il joue 90 minutes et délivre une passe décisive (score cumulé, 4-3). Le joueur rencontre en quarts de finale le Real Madrid CF. Lors du match aller, le joueur est titularisé mais perd la rencontre sur un lourd score de 3-0. Lors du match retour, il réalise l'un de ses plus grands matchs de sa carrière à Istanbul, ce qui ne suffira pas pour une qualification en demi-finale (victoire, 3-2). Jouant à un rythme non habituel, le joueur déclare: « Dans la Ligue des Champions, je suis bel et bien titularisé, ça faisait longtemps que j'avais pas senti mes jambes fatiguer. Dans le plus haut des niveaux, j'avoue que c'est un peu difficile de retrouver son rythme habituel lorsque tu joues presque jamais en championnat ». En mi-saison 2013-2014, lors du mercato hivernal, avec l'introduction des nouvelles règles en rapport avec les joueurs étrangers, le joueur voit peu de chances en lui avec le Galatasaray, ce qui l'oblige à quitter le club au plus vite. Avec l'intérêt de plusieurs clubs de Premier League, le Galatasaray décide finalement de prêter leur joueur au premier club qui propose l'international marocain. Le FC Twente joue un grand rôle dans le mercato hivernal pour enrôler l'international marocain en forme de prêt mais les deux clubs ne trouvent aucun accord de conclusion.

#### Relance réussie au Málaga CF (2014-2016)

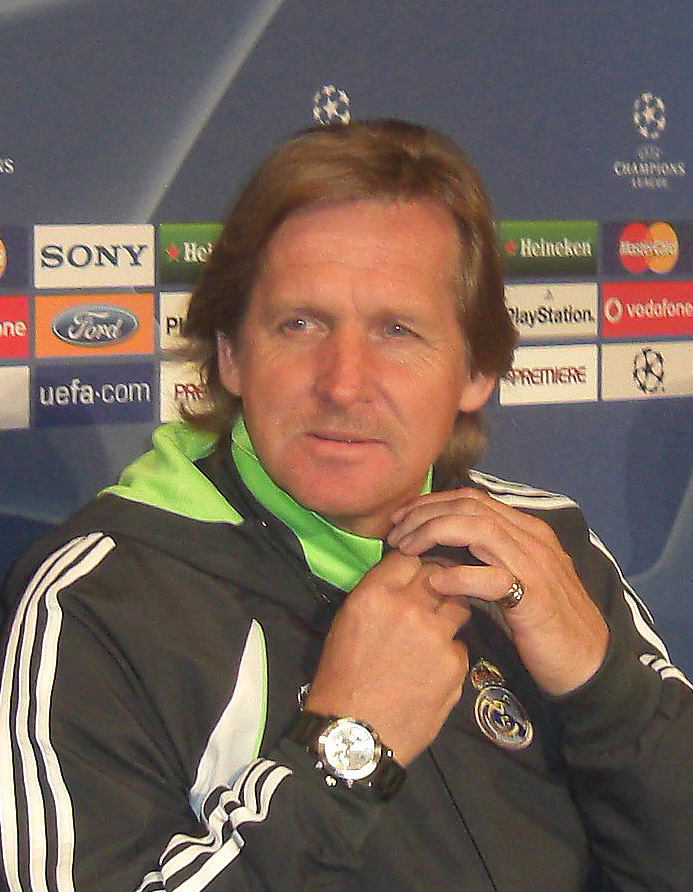
Bernd Schuster (ici en 2007) lance Amrabat en Liga espagnole.

En janvier 2014, il est prêté au Málaga CF jusqu'à la fin de la saison. Avec Bernd Schuster à la tête du club, le joueur gagne la confiance de l'entraîneur et voit ses titularisations s'enchaîner jusqu'à l'arrivée du nouvel entraîneur en mai 2014. Titulaire dans le 4-4-2 le nouvel entraîneur Javi Gracia, change le niveau tactique et Nordin Amrabat est plus souvent titularisé en tant qu'attaquant pointe, poste dans lequel il a évolué lors de ses débuts au FC Omniworld. Durant cette année, il distille cinq passes décisives et marque deux buts en quinze matchs. Il termine la saison à la 11e place du championnat espagnol. Ayant fait bonne impression dans le championnat espagnol, le Malaga CF demande au Galatasaray SK une prolongation de prêt pour la saison 2014-15. En juin 2014, le site officiel du Malaga CF révèle que Nordin Amrabat jouera une saison de plus au Malaga CF. Lors de la saison, il participe à la totalité des matchs de championnat, marquant six buts et délivrant sept passes décisives en 35 matchs. Le joueur réalisera une meilleure saison que la précédente en terminant la saison à la 9e place dans le classement de la Liga.

Devenant de plus en plus un élément clé du club, le Malaga CF négocie en juin 2015 avec le Galatasaray SK pour faire signer Amrabat jusqu'en été 2019. L'international marocain, toujours en prêt, finit par signer un contrat d'une saison au sein du club jusqu'au 18 janvier 2016. Lors de sa troisième saison avec le Malaga CF, il voit arriver deux coéquipiers internationaux, notamment le jeune prodige Hachim Mastour et Adnane Tighadouini, international marocain également formé aux Pays-Bas. Le joueur est souvent titularisé avec Adnane Tighadouini mais joue seulement 14 matchs dans la saison, scénario comparable à sa dernière saison en Turquie. Avec toujours des intérêts en Angleterre, le joueur dit avoir « 29 ans », il poursuit: « Si je veux tenter ma chance en Premier League, c'est le meilleur moment ». Le 16 janvier 2016, à deux jours de la fin de son contrat, il participe à sa dernière titularisation en championnat espagnol à l'extérieur face à Séville (défaite, 2-1).

#### Passage de courte durée en Premier League (2016-2018)

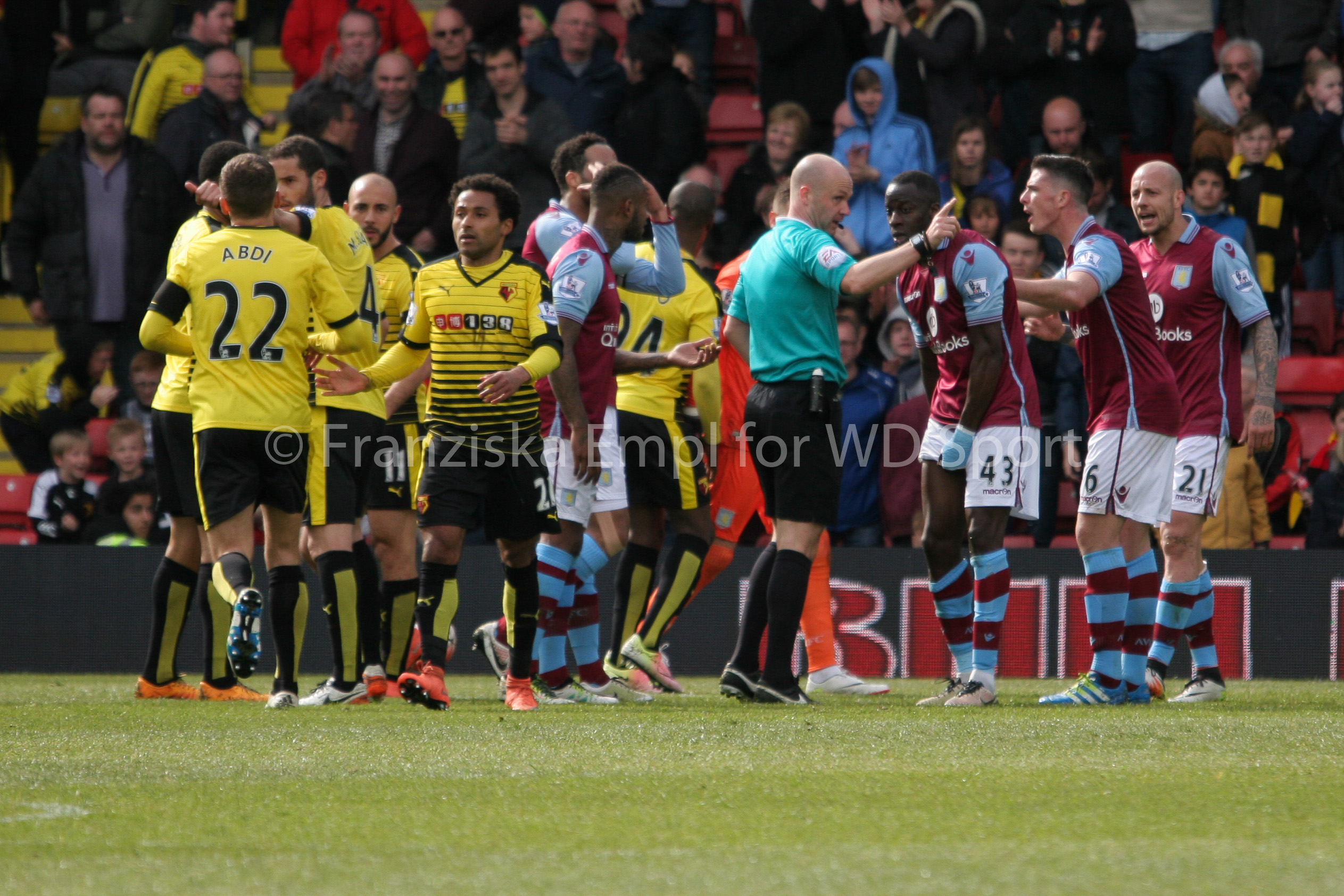
Amrabat et le Watford face à l'Aston Villa en avril 2016.

Le 18 janvier 2016, il signe officiellement un contrat de 4 ans au Watford FC, club évoluant en Premier League pour un montant de 8 M€ et une durée de 3 ans. Le 23 janvier 2016, 4 jours après sa signature, le joueur se voit faire son entrée en jeu dans le Vicarage Road Stadium à la 93e minute face au Newcastle United. Dans le match qui suit, son entraîneur Quique Sánchez Flores décide de le titulariser face au Nottingham Forest dans un match de FA Cup (victoire, 0-1). Lors de sa première saison, il joue quinze matchs, délivrant seulement une passe décisive, chose inhabituel comparé à ses saisons précédentes. Difficile de faire un jugement en seulement quinze matchs, l'entraîneur décide de redonner chance à Nordin Amrabat afin que ce dernier démontre ses compétences lors de la saison suivante (2016-2017). En août 2016, alors que le championnat débute en Angleterre, Nordin Amrabat, absent sur ses réseaux depuis quelques mois, publie une nouvelle photo où l'on voit un changement époustouflant de la nouvelle carrure. Le joueur déclarera deux ans plus tard à Fox Sports qu'il s'était mis à la musculation afin d'améliorer son physique pour le jeu africain avec la sélection. Au cours de sa nouvelle saison, le joueur déçoit de nouveau en jouant 29 matchs et en délivrant de nouveau seulement trois passes décisives. Nordin Amrabat verra peu de chances de réintégrer l'équipe du Watford.

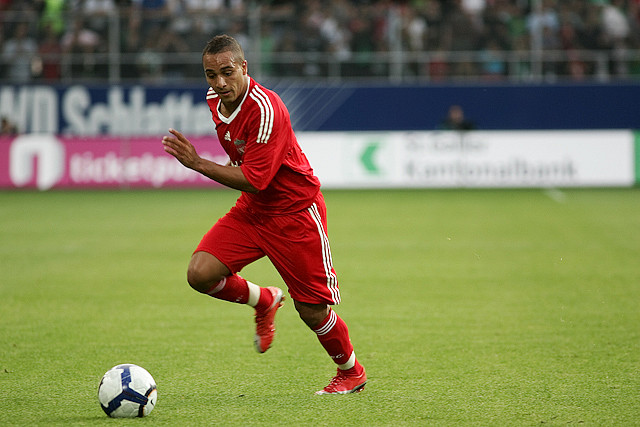
Amrabat développe un jeu 100% marocain avec Nabil El Zhar au CD Leganés lors de la saison 2017-18.

Le 1er septembre 2017, Amrabat voit son come-back en Liga en forme de prêt dans le club promu en première division, le CD Leganés, afin de retrouver son niveau lors de son parcours au Malaga CF. Le 15 septembre, la réception d'Eibar (défaite, 1-0) voit les débuts de Nordin Amrabat sous le maillot du CD Leganés, entrant en jeu à la 81e minute en remplacement de José Naranjo. Le 24 septembre 2017, il se retrouve avec un ancien coéquipier marocain à lui, Nabil El Zhar sur le banc. Ils finiront tous les deux par rentrer en jeu dans les 15 dernières minutes face au Las Palmas. Les deux joueurs sont très souvent titularisés ensemble dans le onze type de base du CD Leganés. Le 21 décembre 2017, Nordin est accusé d'avoir agressé d'un coup de poing, un staff du Valence CF, l'équipe adverse face à laquelle il fera un match nul. Cet événement n'empêchera pas l'entraîneur de fermer les yeux et de faire continuer l'aventure de Nordin Amrabat vu que ce dernier réalise une fin de saison époustouflante en marquant trois buts et en délivrant sept passes décisives. Beaucoup feront du jeu de Nordin Amrabat un profil typique pour le championnat espagnol. Lors de son passage au CD Leganés, la polyvalence du joueur en attaque sera souvent évoquée. Malgré ses bonnes prestations, le CD Leganés termine à la 17e place dans le classement du championnat de la saison, à une place de la relégation. En mai, le joueur rejoint la sélection marocaine pour la Coupe du monde 2018 avant de faire son retour en club, et retourner à Watford FC.

#### Al-Nasr Riyad (2018-2021)
Le 16 juillet 2018, Nordin Amrabat s'engage pour trois saisons avec le club saoudien d'Al-Nasr Riyad, contre 8,5 millions d'euros. Il y retrouve son ancien coéquipier en sélection Hamdallah. L'équipe est alors dans une des meilleures passe en championnat. Le 30 août, à l'occasion de son premier match face à l'Ohod Club, Francisco Arce fait entrer le grand gabarit à la 65e minute en remplacement de Yahya al-Shehri. Lors de ce match, l'international marocain marque son premier but, victorieux à la 96e minute (victoire, 1-2). Le 5 avril, à l'occasion d'un match de championnat face à Al Raed, le joueur se blesse et est écarté des terrains de football pendant de nombreuses semaines. Il termine sa première saison en Arabie saoudite en remportant le championnat, prenant part à 26 matchs, parvenant à y marquer cinq buts.
En début de saison 2019-2020, le joueur devient un élément clé de l'équipe. En janvier 2020, il remporte la Supercoupe d'Arabie saoudite. Il termine la saison en tant que vice-champion d'Arabie saoudite en ayant pris part à 29 matchs de championnat. Il marque quatre buts et délivre onze passes décisives. En Coupe d'Arabie saoudite, il dispute cinq matchs et marque un but.
Lors de la saison 2020-2021, il réalise à nouveau une saison hors-norme et remporte la Supercoupe d'Arabie saoudite. Le 5 mai 2021, il marque un doublé contre l'Al Faisaly en championnat (victoire, 4-3).

#### AEK Athènes FC (depuis 2021)
Le 16 août 2021, il signe un contrat libre de deux saisons à l'AEK Athènes FC et porte le numéro 7.

### Carrière en sélection

#### Débuts en jeunes et arrivée en A (2007-2011)
Natif des Pays-Bas comme son petit frère Sofyan Amrabat, le joueur grandit et est formé dans ce pays.

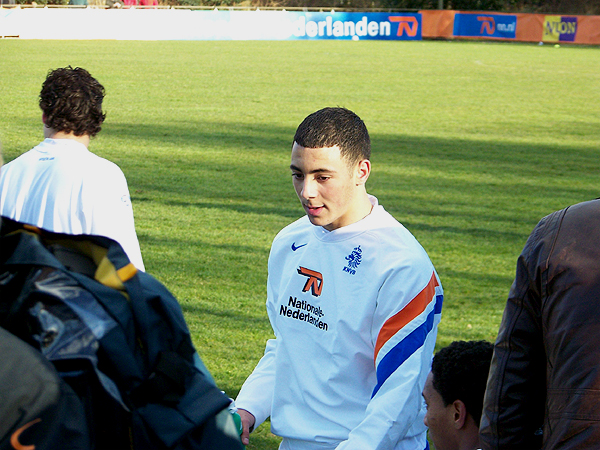
Amrabat commence sa carrière internationale avec les Pays-Bas espoirs.

Sélectionné par Foppe de Haan pour prendre part au groupe avec les Pays-Bas espoirs, la FRMF montre également de l'intérêt pour le binational. Cependant, Nordin Amrabat a le choix jusqu'à ses 21 ans pour transmettre à la FIFA avec quelle sélection il veut évoluer. Ayant joué plusieurs matchs avec les Pays-Bas espoirs, le joueur avait l'obligation de contacter la FIFA pour changer sa nationalité sportive mais les règles de la FIFA interdiront Nordin de changer sa nationalité sportive pour les entrées en jeu qu'il a fait avec les jeunes des Pays-Bas. Le joueur est alors appelé pour la première fois avec l'équipe A des Pays-Bas en mai 2009 par Bert van Marwijk pour prendre part aux stages d'entraînements. Le joueur déclare au média néerlandais Voetbal International : « Je ne peux plus faire le choix entre les Pays-Bas et le Maroc. Je trouve ça tellement dommage parce que mon cœur se penche plus vers le Maroc. A l'époque, je ne savais pas que l'on pouvait plus changer de nationalité, sinon je ne l'aurais jamais fait. » Amrabat est pré-sélectionné en 2008 aux Jeux olympiques d'été avec l'équipe olympique des Pays-Bas sous coaching de Foppe de Haan. Le joueur n'est finalement pas retenu. A ce moment là, les règles de la FIFA sont mises à jour, acceptant les joueurs binationaux de changer de nationalité sportive à moins qu'ils ne jouent un match officiel avec l'équipe A. Le 9 août 2009, le joueur confie à un média néerlandais avoir l'envie de vouloir jouer avec les Lions de l'Atlas. Alors que Nordin Amrabat évolue encore au PSV Eindhoven, l'entraîneur adjoint de l'équipe A des Pays-Bas Phillip Cocu qui voyait beaucoup de qualités en Amrabat, prend alors contact avec le joueur et lui donne deux ans le temps pour un choix international définitif. Amrabat joue sept matchs avec les Pays-Bas espoirs entre 2007 et 2008 avant de trancher définitivement en faveur du Maroc en 2011, lors d'une rencontre avec Hassan Moumen. Il est pré-sélectionné en janvier avec le Maroc pour affronter le Niger en amical, mais n'est finalement pas retenu dans la liste définitive des 23 joueurs.

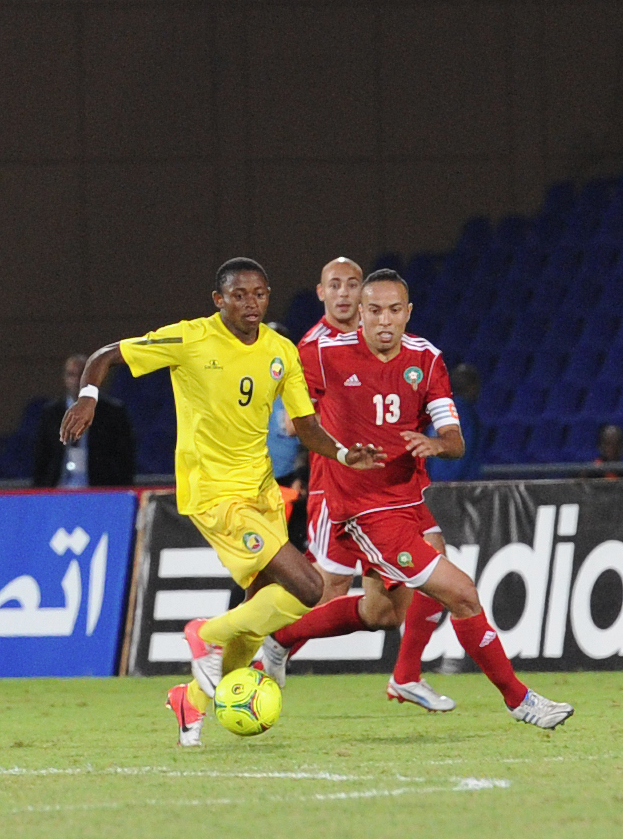
Nordin Amrabat (au milieu) lors des éliminations de la CAN 2013 face au Mozambique en octobre 2012.

Il reçoit sa première sélection officielle pour disputer la LG Cup avec le Maroc, ancienne compétition africaine, pour faire face à l'Ouganda et le Cameroun. Lors de sa deuxième sélection dans la compétition, il marque son premier but pour le Maroc face au Cameroun et est par ailleurs élu homme du match ainsi que meilleur joueur du tournoi (match nul, 1-1). Après avoir fait preuve de deux bonnes prestations lors de la LG Cup, l'entraîneur belge Éric Gerets décide d'intégrer Nordin Amrabat dans la liste finale pour prendre part à la CAN 2012 aux côtés de plusieurs coéquipiers également issus des Pays-Bas comme Mounir El Hamdaoui, Oussama Assaidi, Ismaïl Aissati ou encore Karim El Ahmadi. Il dispute son premier match de CAN 2012 contre la Tunisie (défaite, 1-2). Quatre jours plus tard, les Lions de l'Atlas perdent de nouveau face au Gabon (défaite, 3-2). Ils clôturent la compétition sur une victoire de 3-1 face au Niger. Éliminé de la CAN, Éric Gerets est limogé pour laisser place à Rachid Taoussi, nouveau sélectionneur du Maroc. En fin 2012, il marque son deuxième but lors des éliminatoires à la CAN 2013 à la dernière minute du match face au Mozambique sur une passe décisive de Oussama Assaidi (victoire, 4-0).

#### Jeux olympiques 2012 et période noire (2012-2015)

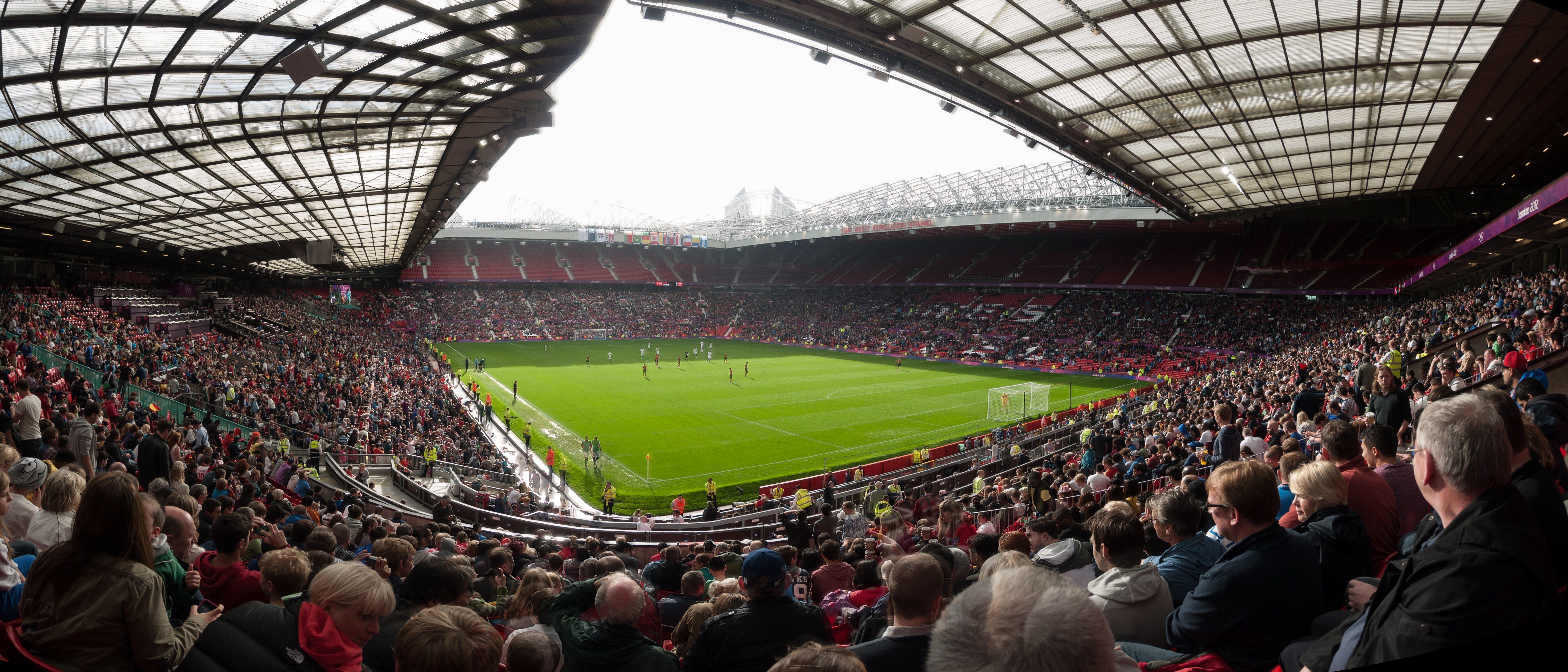
Avant-match entre le Maroc et l'Espagne en JO 2012.

Il est convoqué par le sélectionneur néerlandais Pim Verbeek en 2012 pour disputer les phases finales des Jeux olympiques de 2012 à Londres. Dans la sélection marocaine âgé de moins de 23 ans, Amrabat y retrouve un ancien ami à lui, notamment Zakaria Labyad, ancien coéquipier avec lequel il a évolué entre 2009 et 2012 en Eredivisie aux Pays-Bas dans le club du PSV Eindhoven. Il dispute trois matchs avec la sélection olympique, notamment contre le Honduras (2-2), le Japon (1-0) et l'Espagne (0-0). Dans ce dernier, il réalise de une prestation remarquable qui lui a valu le surnom "The Tank". À la suite de cette participation remarquable, le joueur verra plusieurs clubs se pencher sur son profil, notamment le club turc de Galatasaray ainsi que plusieurs clubs anglais. À son retour en Turquie dans son club respectif du Kayserispor, l'international marocain finit par s'engager dans le club turc du Galatasaray SK.
Après la compétition à Londres, Amrabat voit son sélectionneur Éric Gerets limogé par la fédération après une campagne éliminatoire à la Coupe du monde 2014 totalement ratée à la suite de deux matchs nuls face à la Gambie et la Côte d'Ivoire en 2012. Dans la même année, Rachid Taoussi est nommé nouveau sélectionneur. Le joueur joue plusieurs matchs amicaux avant d'être sélectionné pour prendre part à la CAN 2013. Lors de cette Coupe d'Afrique, il participe seulement à deux matchs qui se soldent sur un match nul face à l'Angola et le Cap-Vert avant de voir sa sélection à nouveau être éliminé de la compétition au premier tour. Son sélectionneur Rachid Taoussi sera le prochain sur la liste à être viré par la fédération marocaine de football. Avec une sélection marocaine en pleine crise, loin des années-lumière ayant vu les jours lors de la Coupe du monde 1998 ou la Coupe d'Afrique 2004, le Maroc sombre et reste pendant une courte période sans entraîneur au début de 2014 jusqu'en mai où Badou Zaki devient le nouveau sélectionneur de l'équipe du Maroc. Sélectionneur connaissant très bien Nordin Amrabat, il intègre Nordin Amrabat dans son onze de base en le titularisant cinq fois dans des différents matchs amicaux au Maroc. Quelques mois plus tard, l'entraîneur mise de peu en peu sur le néerlando-marocain (trois sélections en 2015), préférant laisser place à Omar El Kaddouri, à ce moment joueur titulaire au SSC Naples. Lors des éliminatoires à la Coupe du monde 2018, Badou Zaki prive Nordin Amrabat des premiers matchs qualificatifs qui prendront une tournure négative, perdant 1-0 face à la Guinée équatoriale à Bata. Le sélectionneur, ayant eu deux années le temps de ramener une nouvelle air à la sélection marocaine, sera limogé.

#### Métronome dans une nouvelle génération (depuis 2016)
En février 2016, Hervé Renard, double champion en titre de la CAN est le nouveau sélectionneur des Lions de l'Atlas. Ce dernier décide d'intégrer Nordin Amrabat parmi les cadres de la sélection marocaine aux côtés de Hakim Ziyech et Younès Belhanda. Étant censé prendre part à la CAN 2017, ce dernier se blesse et déclare forfait. Quelques mois plus tard, il participe à la campagne qualificative pour la Coupe du monde 2018 et est qualifié le 11 novembre 2017 grâce à une victoire face à la Côte d'Ivoire à Abidjan (0-2). À l'occasion des matchs de préparation pour une Coupe du monde qui débute dans quelques mois, il participe à un stage de préparation entre mai et juin 2018, pour prendre part à deux des trois matchs, notamment l'Ukraine et la Slovaquie. Lors du troisième match, le joueur est mis sur le banc face à l'Estonie aux dépens de l'international marocain Amine Harit. Le 17 mai 2018, Hervé Renard sélectionne Nordin et son petit frère Sofyan Amrabat pour prendre part à la Coupe du monde 2018. À l'occasion de son premier match de Coupe du monde face à l'Iran, Nordin Amrabat se blesse gravement à la 76e minute et endure une commotion cérébrale à la suite d'un choc avec le joueur adversaire iranien Mehdi Taremi. Le joueur raconte dans une interview qu'il ne se rappelait plus de rien après s'être réveillé de la blessure, ayant demandé aux staffs médicales et joueurs ce qu'il a fait sur le terrain depuis le début de match. Il passe sa soirée à l'hôpital de Saint-Pétersbourg avant de sortir le lendemain matin. Malgré l'incident, Amrabat se montre en super forme, voulant jouer le deuxième match de Coupe du monde face au Portugal qui se déroulait le 15 juin, soit quatre jours plus tard. Avec l'accord du médecin Abderrazak Hifti à un jour du match Maroc-Portugal. Hervé Renard aligne Nordin Amrabat en tant que titulaire dans l'aile droite pour affronter le 11 portugais de Cristiano Ronaldo. Ce dernier marque son but à la 4e minute malgré un match dominant de la part des Marocains. Amrabat fera beaucoup parler de lui dans les médias internationaux comme ayant fait un match surprenant.
Quelques heures après le match Portugal-Maroc en Coupe du monde, une polémique fait surface dans les médias internationaux. Nordin Amrabat déclare à la presse néerlandaise, notamment au média NOS que l'arbitre américain Mark Geiger aurait demandé pendant la mi-temps à Pepe de lui apporter le maillot de Cristiano Ronaldo, un fait totalement interdit par la FIFA qui peut mener l'affaire à une histoire de corruption vu que pendant la première mi-temps, sur le but de Cristiano Ronaldo, l'entraîneur Hervé Renard ainsi que beaucoup de spectateurs avaient réclamés faute de Pepe sur Khalid Boutaïb. L'arbitre prend la décision de ne pas utiliser l'assistance vidéo VAR pour revoir l'action en image,. Un jour plus tard, le 21 juin 2018, l'arbitre nie les propos de Nordin Amrabat auprès de la FIFA,. Nordin Amrabat joue son troisième match de Coupe du monde 2018 face à l'Espagne, une des équipes favorites de cette compétition internationale. Il joue 90 minutes en tant qu'ailier droit et finit par être le meilleur joueur marocain pour une deuxième fois consécutive en Coupe du monde 2018. Il est l'auteur d'une frappe surpuissante qui finira sur la barre transversale du gardien David De Gea à la 55e minute. Le match se solde sur un match nul de 2-2, dont un but espagnol accepté à la dernière minute grâce à la nouvelle technologie VAR, encore une fois vivement critiqué en fin de match par l'international marocain.

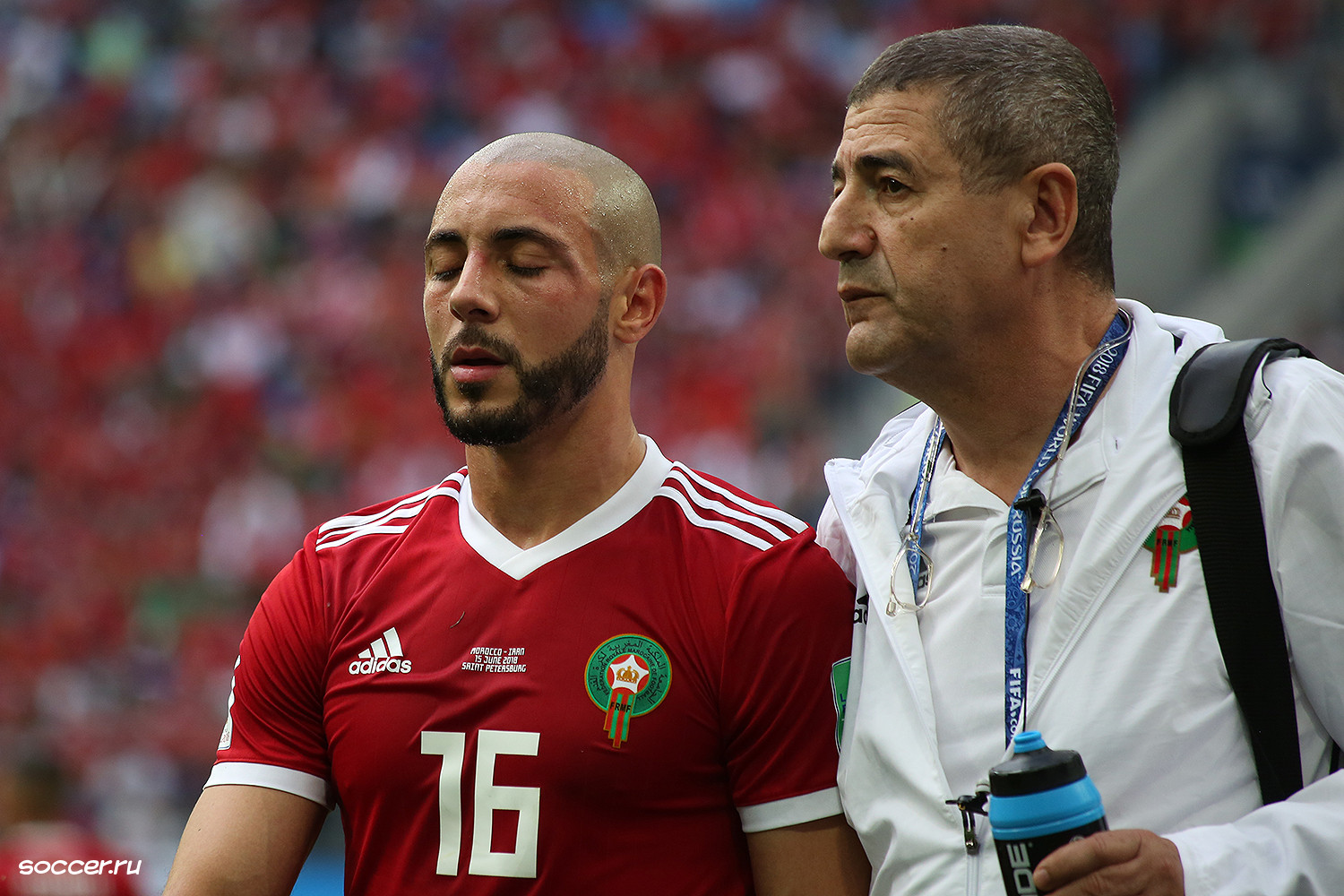
Amrabat après sa commotion cérébrale face à l'Iran en 2018.
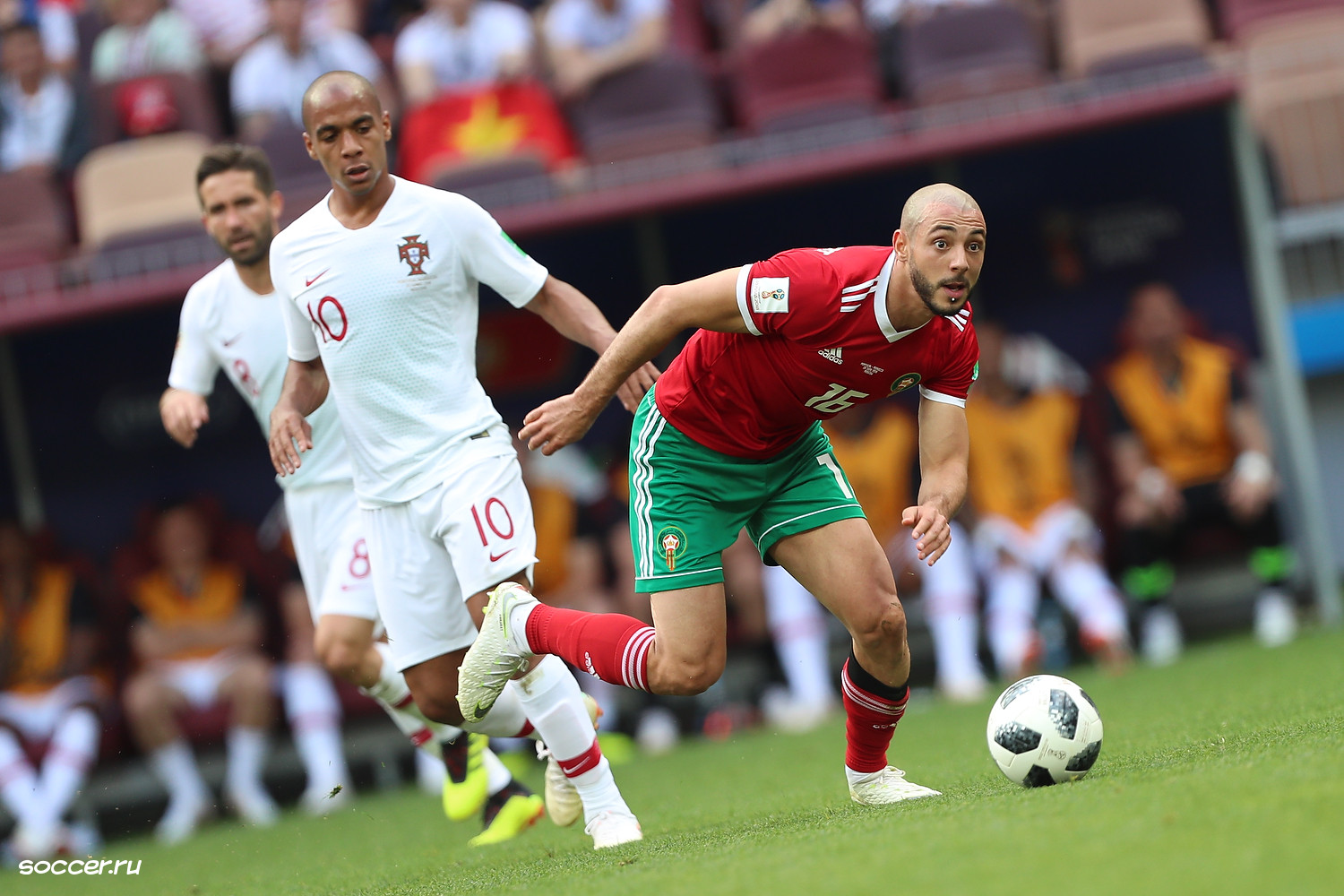
Amrabat en pleine action face au Portugal en juin 2018.
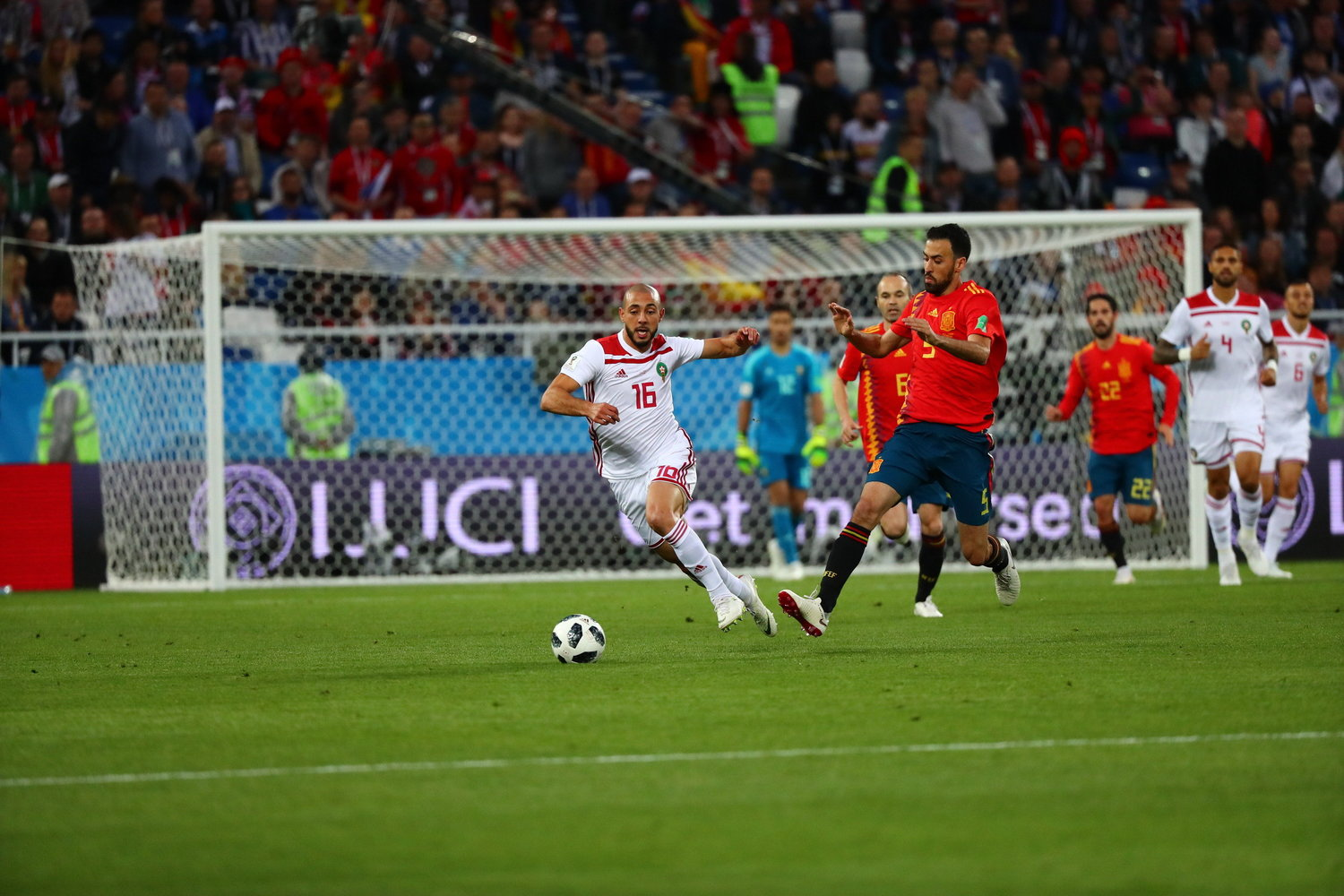
Amrabat en duel contre Sergio Busquets contre l'Espagne.
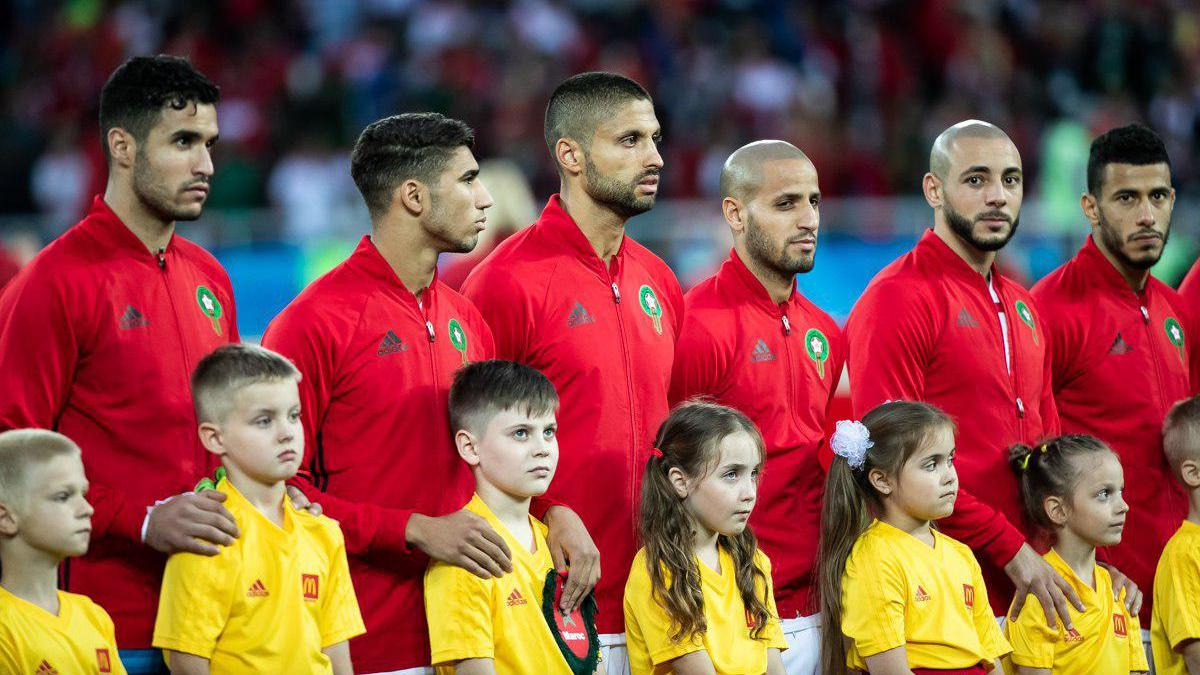
Le Maroc pendant l'hymne nationale. Amrabat deuxième à droite.

Après une élimination en Coupe du monde, Nordin Amrabat retourne au Maroc en octobre 2018 pour prendre part à un match de qualification pour la CAN 2019 face aux Comores (match nul, 2-2) qui qualifiera la sélection marocaine à la CAN 2019.Match durant lequel il marquera le but qui permettra aux marocains de prendre l'avantage dans ce match.Le 28 juin 2019, Amrabat joue avec le Maroc contre la Côte d'Ivoire dans le cadre de la CAN 2019, à la 23e minute, Amrabat offre un spectacle aux supporters marocains en dribblant 4 joueurs avant de faire une belle passe décisive à Youssef En-Nesyri.Cette passe décisive et son gros match lui offriront le titre de "Total Man of The Match".Le Maroc s'imposera dans cette rencontre 1-0.
Absent sous l'ère Vahid Halilhodžić, il est rappelé en décembre 2023 pour être présélectionné par Walid Regragui dans une liste de 55 joueurs pour disputer la CAN 2024 en Côte d'Ivoire.

## Style de jeu:The Tank

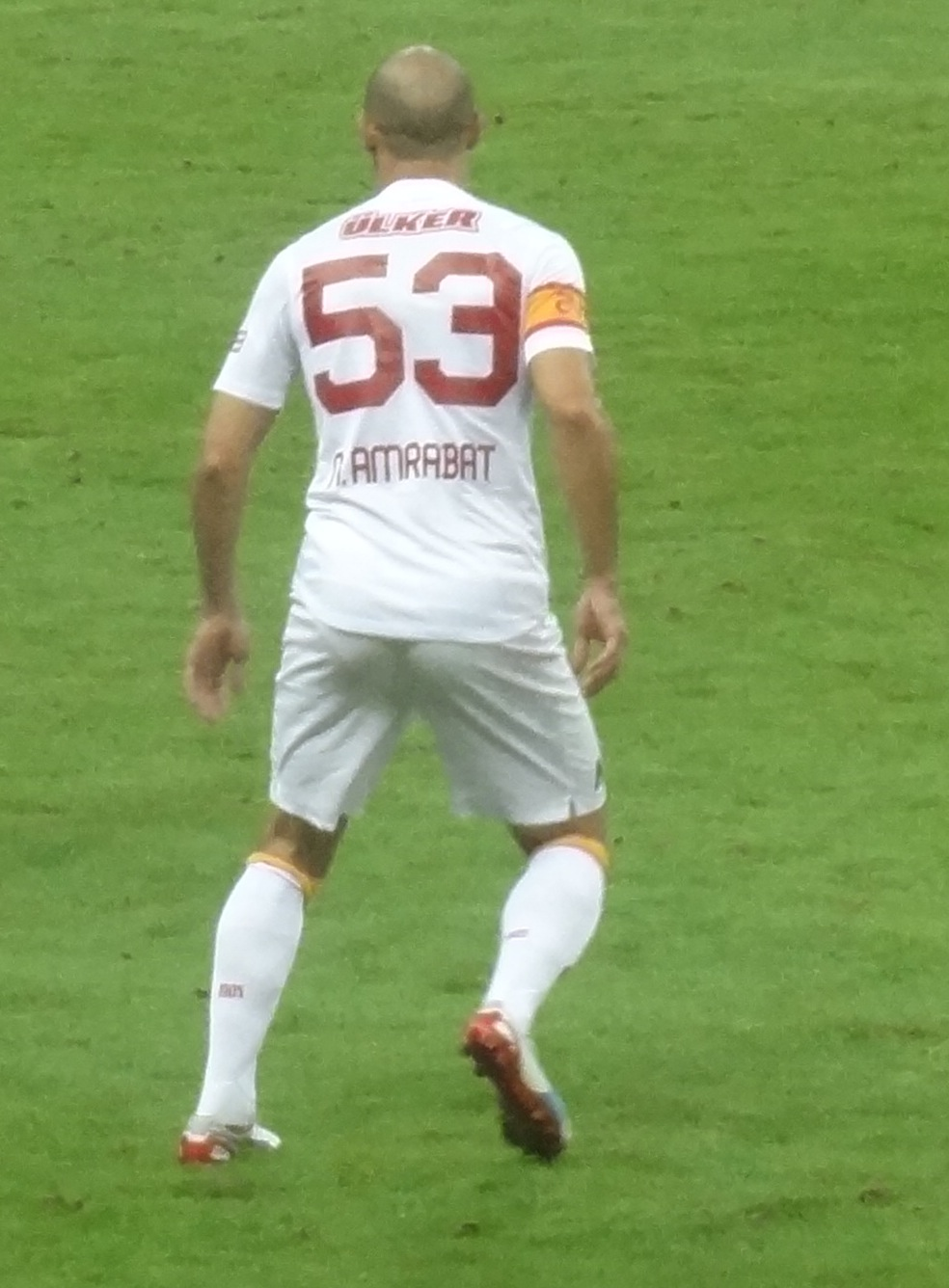
Amrabat portait souvent le numéro 53 au Galatasaray SK.

Pur gaucher, Nordin Amrabat commence sa carrière professionnelle en tant qu'attaquant pointe après avoir effectué sa formation au poste d’attaquant au SV Huizen (nl). Il débute finalement comme ailier gauche en championnat néerlandais D2, lancé par Jan Schulting (nl). À ses débuts, il est un joueur très fougueux allant souvent au contact. Un changement s'opère lorsque Huub Stevens, son premier entraîneur au PSV Eindhoven, lui demande de reculer plus vers la droite en tant qu'ailier. L'entraîneur lui propose alors d'évoluer ailier droit, quoique ce dernier ait plus d'aisance côté gauche. Éprouvant cependant rapidement du plaisir à ce poste, il utilise ses qualités de contre-attaquant. Progressivement, il devient un ailier droit créant le surnombre, débordant, centrant, marquant des buts et délivrant également des passes décisives. Il doit alors tenir deux rôles : apporter du danger en attaque et protéger son camp dans son couloir droit. Au fil de sa carrière, Amrabat s'étoffe physiquement, peaufine son agressivité, sa rigueur, son énergie, ainsi que sa discipline.

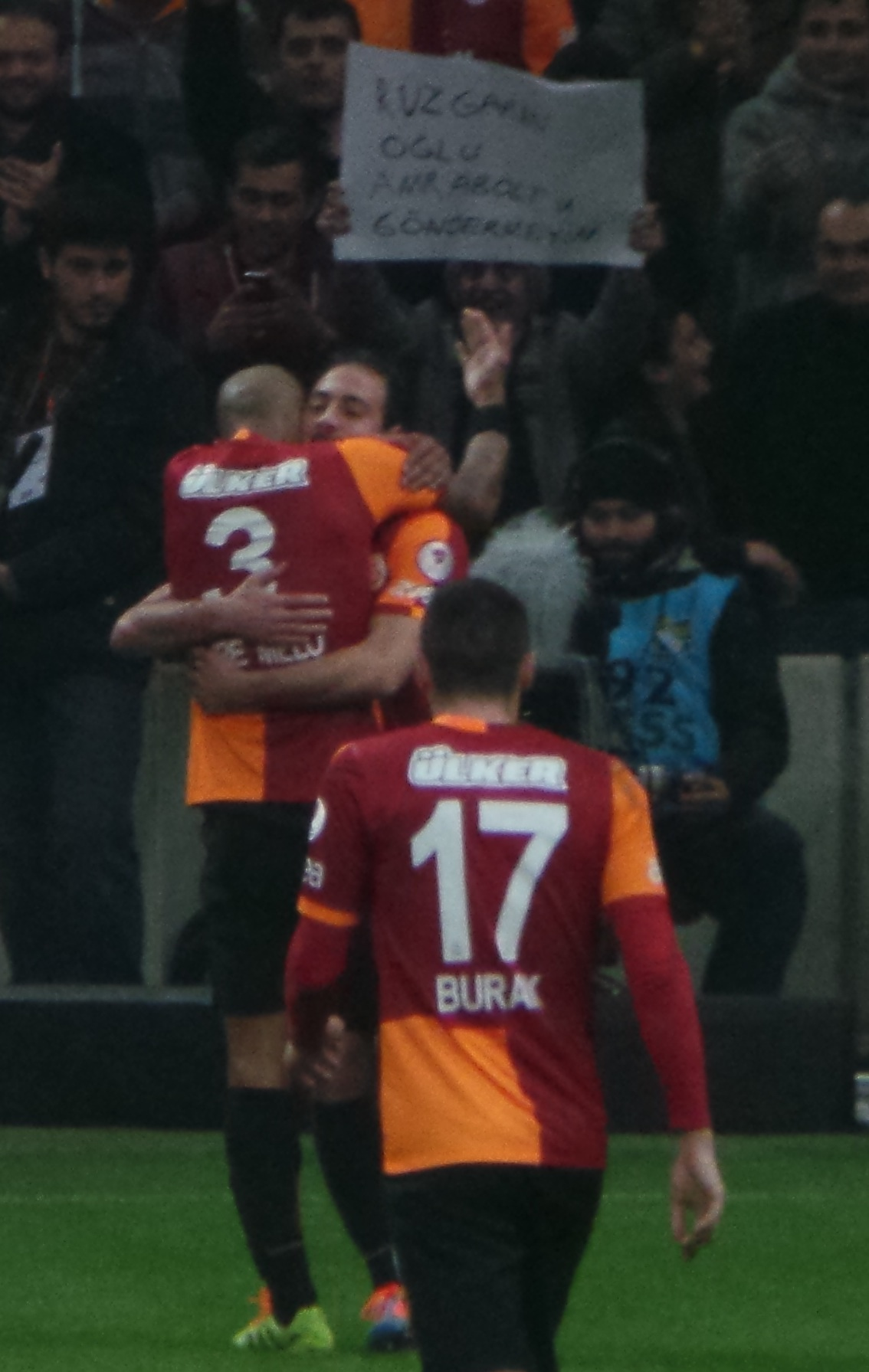
Amrabat célébrant son but avec le Galatasaray SK (saison 2013-2014).

Le joueur était précédemment connu pour être un joueur technique doté d'une grande vista lors de ses saisons aux Pays-Bas. Lors de ses saisons en Turquie, Nordin étonne les supporters turcs avec des dribbles de classe mondiale qu'il faisait très souvent lors de plusieurs matchs de championnat avec le Galatasaray. Lors de la période 2014-2015, Nordin prend une masse musculaire qui lui permet avec son physique, d'impacter très souvent sur énormément d'adversaires, ce qui donne un physique typique pour évoluer dans le continent africain avec la sélection marocaine. Pouvant évoluer en tant qu'ailier droit comme en faux numéro 9 ou encore en latéral droit, Nordin Amrabat n'a jamais caché sa préférence au côté gauche en tant qu'ailier. Son style de jeu et son impact physique lui a valu le surnom The Tank, notamment après les Jeux Olympiques 2012, Amrabolt en Turquie ou encore El Luchador en Espagne.
Nordin Amrabat possède la technique classique et traditionnelle d'un gaucher. Un avantage mais aussi un inconvénient, avec un pied gauche très fort mais un pied droit beaucoup moins performant. Ancien attaquant pointe reconverti ailier droit et parfois latéral droit, le Marocain sait se montrer efficace en un-contre-un en phase offensive. Adepte du jeu court, il sait aussi être un très bon appui pour son attaquant numéro 9. Malgré sa grandeur, sa largeur et son physique, il est moins adepte des jeux de tête. Par contre, ce dernier utilise très souvent son physique pour protéger son ballon, parfois allant jusqu'à protéger la balle au milieu de maximum trois joueurs adverses. Ces scénarios ont souvent eu lieu comme lors de son passage au Galatasaray SK ou lors du match historique face à la Côte d'Ivoire en novembre 2017. Son physique, élément très parlant dans le profil du joueur, a souvent des impacts fautifs envers l'adversaire, ce qui a comme conséquences souvent des avertissements en notant le célèbre carton rouge écopé avec le Malaga CF face au Real Madrid CF en 2015.

## Vie privée

### Langue parlée
Nordin Amrabat parle le Tarifit, qui est un dialecte de la langue Tamazight (berbère). Il parle anglais et néerlandais.
Comme la majorité des Rifains, celui-ci ne maitrise pas la darija ou l'arabe.
En 2020, Nordin Amrabat a partagé son ambition de construire une mosquée dans sa ville natale, Naarden, aux Pays-Bas. Pour mener à bien ce projet, celui-ci a lancé une collecte de fonds à laquelle de nombreuses personnalités du monde footballistique ont participé tels que Hakim Ziyech, mai aussi son frère Sofyan Amrabat et Ibrahim Afellay qui ont offert leurs maillots signés pour une vente aux enchères, les fonds récoltés ont servi à la construction de la mosquée.

## Statistiques détaillées

### En club
| Saison                | Club                  | Championnat           | Championnat | Championnat | Championnat | Coupe(s) nationale(s) | Coupe(s) nationale(s) | Coupe(s) nationale(s) | Supercoupe | Supercoupe | Supercoupe | Compétition(s) continentale(s) | Compétition(s) continentale(s) | Compétition(s) continentale(s) | Compétition(s) continentale(s) | Total | Total | Total |
| Saison                | Club                  | Division              | M.          | B.          | P.d.        | M.                    | B.                    | P.d.                  | M.         | B.         | P.d.       | Comp.                          | M.                             | B.                             | P.d.                           | M.    | B.    | P.d.  |
| 2006-2007             | FC Omniworld          | Jupiler League        | 36          | 14          | 14          | -                     | -                     | -                     | -          | -          | -          | -                              | -                              | -                              | -                              | 36    | 14    | 14    |
| Sous-total            | Sous-total            | Sous-total            | 36          | 14          | 14          | -                     | -                     | -                     | -          | -          | -          | -                              | -                              | -                              | -                              | 36    | 14    | 14    |
| 2007-2008             | VVV Venlo             | Eredivisie            | 33          | 10          | 7           | 0                     | 0                     | 0                     | -          | -          | -          | -                              | -                              | -                              | -                              | 33    | 10    | 7     |
| Sous-total            | Sous-total            | Sous-total            | 33          | 10          | 7           | -                     | -                     | -                     | -          | -          | -          | -                              | -                              | -                              | -                              | 33    | 10    | 7     |
| 2008-2009             | PSV Eindhoven         | Eredivisie            | 25          | 5           | 4           | 1                     | 0                     | 1                     | -          | -          | -          | -                              | 3                              | 0                              | 0                              | 29    | 5     | 5     |
| 2009-2010             | PSV Eindhoven         | Eredivisie            | 26          | 3           | 5           | 3                     | 1                     | 0                     | -          | -          | -          | -                              | 4                              | 1                              | 0                              | 33    | 5     | 5     |
| 2010-2011             | PSV Eindhoven         | Eredivisie            | 6           | 1           | 0           | 2                     | 1                     | 1                     | -          | -          | -          | -                              | 5                              | 0                              | 0                              | 13    | 2     | 1     |
| Sous-total            | Sous-total            | Sous-total            | 57          | 9           | 9           | 6                     | 2                     | 2                     | -          | -          | -          | -                              | 12                             | 1                              | 0                              | 75    | 12    | 11    |
| 2010-2011             | Kayserispor           | Süper Lig             | 14          | 1           | 6           | 0                     | 0                     | 0                     | -          | -          | -          | -                              | -                              | -                              | -                              | 14    | 1     | 6     |
| 2011-2012             | Kayserispor           | Süper Lig             | 24          | 5           | 8           | 2                     | 1                     | 0                     | -          | -          | -          | -                              | -                              | -                              | -                              | 26    | 6     | 8     |
| Sous-total            | Sous-total            | Sous-total            | 38          | 6           | 14          | 2                     | 1                     | 0                     | -          | -          | -          | -                              | -                              | -                              | -                              | 40    | 7     | 14    |
| 2012-2013             | Galatasaray SK        | Süper Lig             | 30          | 1           | 7           | 2                     | 0                     | 0                     | 1          | 0          | 0          | -                              | 10                             | 0                              | 3                              | 43    | 1     | 10    |
| 2013-2014             | Galatasaray SK        | Süper Lig             | 4           | 0           | 0           | 3                     | 2                     | 0                     | 1          | 0          | 0          | -                              | 5                              | 0                              | 1                              | 13    | 2     | 1     |
| Sous-total            | Sous-total            | Sous-total            | 34          | 1           | 7           | 5                     | 2                     | 0                     | 2          | 0          | 0          | -                              | 15                             | 0                              | 4                              | 56    | 3     | 11    |
| 2013-2014             | Málaga CF (prêt)      | Liga                  | 15          | 2           | 5           | -                     | -                     | -                     | -          | -          | -          | -                              | -                              | -                              | -                              | 15    | 2     | 5     |
| 2014-2015             | Málaga CF (prêt)      | Liga                  | 31          | 6           | 6           | 4                     | 0                     | 1                     | -          | -          | -          | -                              | -                              | -                              | -                              | 35    | 6     | 7     |
| 2015-2016             | Málaga CF             | Liga                  | 13          | 0           | 1           | 1                     | 0                     | 0                     | -          | -          | -          | -                              | -                              | -                              | -                              | 14    | 0     | 1     |
| Sous-total            | Sous-total            | Sous-total            | 59          | 8           | 12          | 5                     | 0                     | 1                     | -          | -          | -          | -                              | -                              | -                              | -                              | 64    | 8     | 13    |
| 2015-2016             | Watford FC            | Premier League        | 12          | 0           | 1           | 3                     | 0                     | 0                     | -          | -          | -          | -                              | -                              | -                              | -                              | 15    | 0     | 1     |
| 2016-2017             | Watford FC            | Premier League        | 29          | 0           | 3           | 0                     | 0                     | 0                     | -          | -          | -          | -                              | -                              | -                              | -                              | 29    | 0     | 3     |
| 2017-2018             | Watford FC            | Premier League        | 3           | 0           | 0           | 1                     | 0                     | 0                     | -          | -          | -          | -                              | -                              | -                              | -                              | 4     | 0     | 0     |
| Sous-total            | Sous-total            | Sous-total            | 44          | 0           | 4           | 4                     | 0                     | 0                     | -          | -          | -          | -                              | -                              | -                              | -                              | 48    | 0     | 4     |
| 2017-2018             | CD Leganés            | Liga                  | 30          | 2           | 4           | 5                     | 1                     | 0                     | -          | -          | -          | -                              | -                              | -                              | -                              | 35    | 3     | 4     |
| Sous-total            | Sous-total            | Sous-total            | 30          | 2           | 4           | 5                     | 1                     | 0                     | -          | -          | -          | -                              | -                              | -                              | -                              | 35    | 3     | 4     |
| 2018-2019             | Al-Nassr Riyad        | Saudi Pro League      | 24          | 5           | 8           | 3                     | 0                     | 0                     | -          | -          | -          | -                              | 5                              | 1                              | 0                              | 32    | 6     | 8     |
| 2019-2020             | Al-Nassr Riyad        | Saudi Pro League      | 22          | 3           | 8           | 3                     | 1                     | 0                     | -          | -          | -          | -                              | 4                              | 0                              | 0                              | 29    | 4     | 8     |
| Sous-total            | Sous-total            | Sous-total            | 46          | 8           | 16          | 6                     | 1                     | 0                     | -          | -          | -          | -                              | 9                              | 1                              | 0                              | 61    | 10    | 16    |
| Total sur la carrière | Total sur la carrière | Total sur la carrière | 377         | 58          | 87          | 33                    | 7                     | 3                     | 2          | 0          | 0          | -                              | 36                             | 2                              | 4                              | 448   | 67    | 94    |

### Matchs internationaux
| Matches internationaux de Nordin Amrabat | Matches internationaux de Nordin Amrabat | Matches internationaux de Nordin Amrabat                      | Matches internationaux de Nordin Amrabat | Matches internationaux de Nordin Amrabat | Matches internationaux de Nordin Amrabat | Matches internationaux de Nordin Amrabat | Matches internationaux de Nordin Amrabat |
| 0                                        | Date                                     | Lieu                                                          | Adversaire                               | Score                                    | Résultats                                | Compétitions                             |                                          |
| ---------------------------------------- | ---------------------------------------- | ------------------------------------------------------------- | ---------------------------------------- | ---------------------------------------- | ---------------------------------------- | ---------------------------------------- | ---------------------------------------- |
| 1                                        | 11 novembre 2011                         | Grand Stade de Marrakech, Marrakech, Maroc                    | Ouganda                                  | —                                        | 0-1                                      | Coupe LG (en) 2011                       |                                          |
| 2                                        | 13 novembre 2011                         | Grand Stade de Marrakech, Marrakech, Maroc                    | Cameroun                                 | 1-1                                      | 1-1, 2-4tab                              | Coupe LG (en) 2011                       |                                          |
| 3                                        | 23 janvier 2012                          | Stade d'Angondjé, Libreville, Gabon                           | Tunisie                                  | —                                        | 1-2                                      | Coupe d'Afrique 2012                     |                                          |
| 4                                        | 27 janvier 2012                          | Stade d'Angondjé, Libreville, Gabon                           | Gabon                                    | —                                        | 3-2                                      | Coupe d'Afrique 2012                     |                                          |
| 5                                        | 31 janvier 2012                          | Stade d'Angondjé, Libreville, Gabon                           | Niger                                    | —                                        | 0-1                                      | Coupe d'Afrique 2012                     |                                          |
| 6                                        | 29 février 2012                          | Grand Stade de Marrakech, Marrakech, Maroc                    | Burkina Faso                             | —                                        | 2-0                                      | Match amical                             |                                          |
| 7                                        | 25 mai 2012                              | Grand Stade de Marrakech, Marrakech, Maroc                    | Sénégal                                  | —                                        | 1-0                                      | Match amical                             |                                          |
| 8                                        | 2 juin 2012                              | Independence Stadium, Bakau, Gambie                           | Gambie                                   | —                                        | 1-1                                      | Éliminatoires Coupe du monde 2014        |                                          |
| 9                                        | 9 juin 2012                              | Grand Stade de Marrakech, Marrakech, Maroc                    | Côte d'Ivoire                            | —                                        | 2-2                                      | Éliminatoires Coupe du monde 2014        |                                          |
| 10                                       | 13 octobre 2012                          | Grand Stade de Marrakech, Marrakech, Maroc                    | Mozambique                               | 4-0                                      | 4-0                                      | Qualifications à la Coupe d'Afrique 2013 |                                          |
| 11                                       | 14 novembre 2012                         | Stade Mohammed-V, Casablanca, Maroc                           | Togo                                     | —                                        | 0-1                                      | Match amical                             |                                          |
| 12                                       | 8 janvier 2013                           | Rand Stadium (en), Johannesbourg, Afrique du Sud              | Zambie                                   | —                                        | 0-0                                      | Match amical                             |                                          |
| 13                                       | 12 janvier 2013                          | Rand Stadium (en), Johannesbourg, Afrique du Sud              | Namibie                                  | —                                        | 2-1                                      | Match amical                             |                                          |
| 14                                       | 19 janvier 2013                          | FNB Stadium, Johannesbourg, Afrique du Sud                    | Angola                                   | —                                        | 0-0                                      | Coupe d'Afrique 2013                     |                                          |
| 15                                       | 23 janvier 2013                          | Stade Moses-Mabhida, Durban, Afrique du Sud                   | Cap-Vert                                 | —                                        | 1-1                                      | Coupe d'Afrique 2013                     |                                          |
| 16                                       | 24 mars 2013                             | Benjamin Mkapa National Stadium, Dar-es-Salaam, Tanzanie      | Tanzanie                                 | —                                        | 3-1                                      | Éliminatoires Coupe du monde 2014        |                                          |
| 17                                       | 14 août 2013                             | Stade Ibn Batouta, Tanger, Maroc                              | Burkina Faso                             | —                                        | 1-2                                      | Match amical                             |                                          |
| 18                                       | 5 mars 2014                              | Grand Stade de Marrakech, Marrakech, Maroc                    | Gabon                                    | —                                        | 1-1                                      | Match amical                             |                                          |
| 19                                       | 3 septembre 2014                         | Stade Mohammed-V, Casablanca, Maroc                           | Qatar                                    | —                                        | 0-0                                      | Match amical                             |                                          |
| 20                                       | 7 septembre 2014                         | Grand Stade de Marrakech, Marrakech, Maroc                    | Libye                                    | —                                        | 3-0                                      | Match amical                             |                                          |
| 21                                       | 9 octobre 2014                           | Grand Stade de Marrakech, Marrakech, Maroc                    | Centrafrique                             | —                                        | 4-0                                      | Match amical                             |                                          |
| 22                                       | 13 octobre 2014                          | Grand Stade de Marrakech, Marrakech, Maroc                    | Kenya                                    | —                                        | 3-0                                      | Match amical                             |                                          |
| 23                                       | 13 novembre 2014                         | Stade Adrar, Agadir, Maroc                                    | Bénin                                    | 1-0                                      | 6-1                                      | Match amical                             |                                          |
| 24                                       | 28 mars 2015                             | Stade Adrar, Agadir, Maroc                                    | Uruguay                                  | —                                        | 0-1                                      | Match amical                             |                                          |
| 25                                       | 12 juin 2015                             | Stade Adrar, Agadir, Maroc                                    | Libye                                    | —                                        | 1-0                                      | Qualifications à la Coupe d'Afrique 2017 |                                          |
| 26                                       | 5 septembre 2015                         | Estádio Nacional 12 de Julho, São Tomé, Sao Tomé-et-Principe  | Sao Tomé-et-Principe                     | 0-1                                      | 0-3                                      | Qualifications à la Coupe d'Afrique 2017 |                                          |
| 27                                       | 26 mars 2016                             | Estádio Nacional de Cabo Verde, Praia, Cap-Vert               | Cap-Vert                                 | —                                        | 0-1                                      | Qualifications à la Coupe d'Afrique 2017 |                                          |
| 28                                       | 29 mars 2016                             | Grand Stade de Marrakech, Marrakech, Maroc                    | Cap-Vert                                 | —                                        | 2-0                                      | Qualifications à la Coupe d'Afrique 2017 |                                          |
| 29                                       | 27 mai 2016                              | Stade Ibn Batouta, Tanger, Maroc                              | Congo                                    | —                                        | 2-0                                      | Match amical                             |                                          |
| 30                                       | 3 juin 2016                              | Stade olympique de Radès, Radès, Tunisie                      | Libye                                    | —                                        | 1-1                                      | Qualifications à la Coupe d'Afrique 2017 |                                          |
| 31                                       | 31 août 2016                             | Stade Loro-Boriçi, Shkodër, Albanie                           | Albanie                                  | —                                        | 0-0                                      | Match amical                             |                                          |
| 32                                       | 8 octobre 2016                           | Stade de Franceville, Franceville, Gabon                      | Gabon                                    | —                                        | 0-0                                      | Éliminatoires Coupe du monde 2018        |                                          |
| 33                                       | 12 novembre 2016                         | Grand Stade de Marrakech, Marrakech, Maroc                    | Côte d'Ivoire                            | —                                        | 0-0                                      | Éliminatoires Coupe du monde 2018        |                                          |
| 34                                       | 15 novembre 2016                         | Grand Stade de Marrakech, Marrakech, Maroc                    | Togo                                     | —                                        | 2-1                                      | Match amical                             |                                          |
| 35                                       | 31 mai 2017                              | Stade Adrar, Agadir, Maroc                                    | Pays-Bas                                 | —                                        | 1-2                                      | Match amical                             |                                          |
| 36                                       | 10 juin 2017                             | Stade Ahmadou-Ahidjo, Yaoundé, Cameroun                       | Cameroun                                 | —                                        | 1-0                                      | Qualifications à la Coupe d'Afrique 2019 |                                          |
| 37                                       | 1er septembre 2017                       | Complexe sportif Moulay-Abdallah, Rabat, Maroc                | Mali                                     | —                                        | 6-0                                      | Éliminatoires Coupe du monde 2018        |                                          |
| 38                                       | 5 septembre 2017                         | Stade du 26 Mars, Bamako, Mali                                | Mali                                     | —                                        | 0-0                                      | Éliminatoires Coupe du monde 2018        |                                          |
| 39                                       | 7 octobre 2017                           | Stade Mohammed-V, Casablanca, Maroc                           | Gabon                                    | —                                        | 3-0                                      | Éliminatoires Coupe du monde 2018        |                                          |
| 40                                       | 11 novembre 2017                         | Stade Félix-Houphouët-Boigny, Abidjan, Côte d'Ivoire          | Côte d'Ivoire                            | —                                        | 0-2                                      | Éliminatoires Coupe du monde 2018        |                                          |
| 41                                       | 23 mars 2018                             | Stade olympique de Turin, Turin, Italie                       | Serbie                                   | —                                        | 1-2                                      | Match amical                             |                                          |
| 42                                       | 31 mai 2018                              | Stade de Genève, Genève, Suisse                               | Ukraine                                  | —                                        | 0-0                                      | Match amical                             |                                          |
| 43                                       | 4 juin 2018                              | Stade de Genève, Genève, Suisse                               | Slovaquie                                | —                                        | 2-1                                      | Match amical                             |                                          |
| 44                                       | 9 juin 2018                              | A. Le Coq Arena, Tallinn, Estonie                             | Estonie                                  | —                                        | 3-1                                      | Match amical                             |                                          |
| 45                                       | 15 juin 2018                             | Stade Krestovski, Saint-Pétersbourg, Russie                   | Iran                                     | —                                        | 0-1                                      | Coupe du monde 2018                      |                                          |
| 46                                       | 20 juin 2018                             | Stade Loujniki, Moscou, Russie                                | Portugal                                 | —                                        | 0-1                                      | Coupe du monde 2018                      |                                          |
| 47                                       | 25 juin 2018                             | Baltika Arena, Kaliningrad, Russie                            | Espagne                                  | —                                        | 2-2                                      | Coupe du monde 2018                      |                                          |
| 48                                       | 8 septembre 2018                         | Stade Mohammed-V, Casablanca, Maroc                           | Malawi                                   | —                                        | 3-0                                      | Qualifications à la Coupe d'Afrique 2019 |                                          |
| 49                                       | 13 octobre 2018                          | Stade Mohammed-V, Casablanca, Maroc                           | Comores                                  | —                                        | 1-0                                      | Qualifications à la Coupe d'Afrique 2019 |                                          |
| 50                                       | 16 octobre 2018                          | Stade international Saïd Mohamed Cheikh, Mitsamiouli, Comores | Comores                                  | 1-2                                      | 2-2                                      | Qualifications à la Coupe d'Afrique 2019 |                                          |
| 51                                       | 16 novembre 2018                         | Stade Mohammed-V, Casablanca, Maroc                           | Cameroun                                 | —                                        | 2-0                                      | Qualifications à la Coupe d'Afrique 2019 |                                          |
| 52                                       | 20 novembre 2018                         | Stade olympique de Radès, Tunisie                             | Tunisie                                  | —                                        | 0-1                                      | Match amical                             |                                          |
| 53                                       | 12 juin 2019                             | Grand Stade de Marrakech, Marrakech, Maroc                    | Gambie                                   | —                                        | 0-1                                      | Match amical                             |                                          |
| 54                                       | 16 juin 2019                             | Grand Stade de Marrakech, Marrakech, Maroc                    | Zambie                                   | —                                        | 2-3                                      | Match amical                             |                                          |
| 55                                       | 23 juin 2019                             | Al-Salam Stadium, Le Caire, Égypte                            | Namibie                                  | —                                        | 1-0                                      | Coupe d'Afrique 2019                     |                                          |
| 56                                       | 28 juin 2019                             | Al-Salam Stadium, Le Caire, Égypte                            | Côte d'Ivoire                            | —                                        | 1-0                                      | Coupe d'Afrique 2019                     |                                          |
| 57                                       | 1er juillet 2019                         | Al-Salam Stadium, Le Caire, Égypte                            | Afrique du Sud                           | —                                        | 1-0                                      | Coupe d'Afrique 2019                     |                                          |
| 58                                       | 5 juillet 2019                           | Al-Salam Stadium, Le Caire, Égypte                            | Bénin                                    | —                                        | 1-1                                      | Coupe d'Afrique 2019                     |                                          |

### Buts internationaux
| Buts | Date             | Lieu        | Adversaire           | Résultat | Minute | But(s) | Compétition            |
| ---- | ---------------- | ----------- | -------------------- | -------- | ------ | ------ | ---------------------- |
| 1.   | 13 novembre 2011 | Marrakech   | Cameroun             | 1-1      | 91e    | 1-1    | Match amical           |
| 2.   | 13 octobre 2012  | Marrakech   | Mozambique           | 4-0      | 94e    | 4-0    | Eliminatoires CAN 2013 |
| 3.   | 13 novembre 2014 | Agadir      | Bénin                | 6-1      | 7e     | 1-0    | Match amical           |
| 4.   | 5 septembre 2015 | São Tomé    | Sao Tomé-et-Principe | 0-3      | 34e    | 1-0    | Eliminatoires CAN 2017 |
| 5.   | 16 octobre 2018  | Mitsamiouli | Comores              | 2-2      | 62e    | 2-1    | Eliminatoires CAN 2019 |

## Palmarès

### En club
PSV Eindhoven
- Supercoupe des Pays-Bas (1)
  - Vainqueur : 2008

 AEK Athènes FC
- Championnat de Grèce (1)
  - Champion : 2023
  - Vice-champion : 2024
- Coupe de Grèce (1)
  - Vainqueur : 2023

 Galatasaray SK
- Championnat de Turquie (1)
  - Vainqueur : 2013
- Supercoupe de Turquie (2)
  - Vainqueur : 2012 et 2013
- Coupe de Turquie (1)
  - Vainqueur : 2014

 Al-Nassr Riyad
- Championnat d'Arabie saoudite (1)
  - Vainqueur : 2019
- Supercoupe d'Arabie saoudite (2)
  - Vainqueur : 2020, 2021.

### Distinctions personnelles
- Meilleur buteur du FC Omniworld en 2007
- Meilleur buteur du VVV Venlo en 2008
- Élu meilleur joueur de la LG Cup en 2012
- Dans l'équipe type de la phase des groupes de la Coupe du monde 2018[62]
- Élu meilleur joueur arabe de la Coupe du monde 2018[63]
- Dans l'équipe type 2018 du Maghreb par France Football[64]
- Homme du match: Maroc - Côte d'Ivoire à la CAN 2019
- Meilleur passeur du championnat d'Arabie Saoudite en 2019 avec (9 passes)

## Sources
- « transfermarkt », transfermarkt,‎ 28 mars 2022 (lire en ligne)

- « Nordin Amrabat: L'histoire d'un gladiateur », Médias 24,‎ 21 juin 2018 (lire en ligne)